# ペルシア湾呼称問題

Parties to the naming dispute of the water body surrounded by them

ペルシア湾呼称問題（ペルシアわんこしょうもんだい　英語：Persian Gulf naming dispute）とは、汎アラブ主義の高揚した1960年代以降にみられる、ペルシア湾の国際的呼称をアラビア湾とするべきだとする一部アラブ諸国による主張と、それに関連した問題である。

## 概略

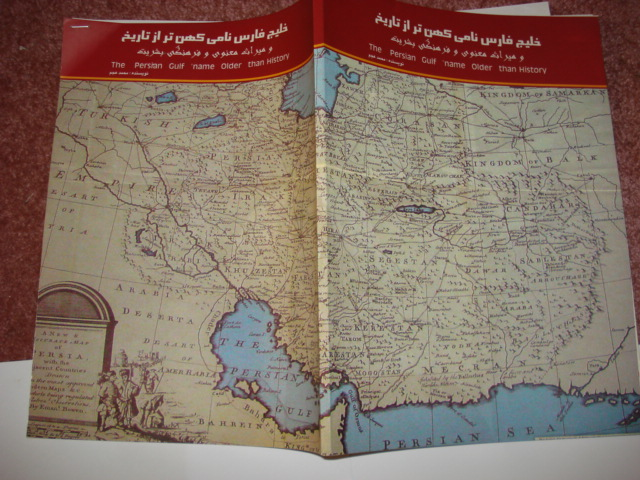
書籍『ペルシャ湾の名称に関する史料、いにしえの永遠の遺産』

アラビア半島とイラン（旧称・ペルシア）を隔てる巨大な湾の名称は、国際的にはペルシア湾（Persian Gulf）が正式名称として認知されている。英語圏や日本などでは一般にこの湾をペルシア湾と呼んでおり、イランにおいてもこの呼称（ペルシア語：خلیج فارس、ハリージェ・ファールス）が用いられている。
一方、アラブ諸国では汎アラブ主義の高揚した1960年代以降、この湾をアラビア湾（アラビア語: العربي　الخليج、アル=ハリージュル=アラビー）と呼ぶようになった。歴史的にイランとしばしば対立関係にあるアラブ諸国では、中近東を代表する海域名に特定の国名が冠されるのは好ましくなく、また湾岸周辺地域の住民の多くがアラブ人であるとし、この湾の国際的呼称はアラビア湾であるべきだと主張している。現在の国際名称であるペルシア湾が歴史的経緯に沿ったものであるとしこれを支持するイランと、国際名称をアラビア湾に変えるべきとする沿岸のアラブ諸国の対立は、国際問題となっている。
イランは、「アラビア湾」は政治的に捏造された偽りの名称であるとし、アラブ諸国がこの名称を用いたり「ペルシア湾」の名称を否定することに強く反発している。アラブ諸国は、この湾は過去3000年にわたりアラブのものでペルシアの影響力はサファヴィー朝時代からにすぎず、これを「ペルシア湾」と呼ぶのは笑止だとしている。ただし、アラブ諸国においても歴史学者・政治学者らからは、古代から使われてきた呼称は「ペルシア湾」であり、「アラビア湾」という呼称はナセル時代に生まれたものだとの指摘がある。

## 名称の歴史
書籍『ペルシャ湾の名称に関する史料、いにしえの永遠の遺産』によると「「 ペルシア湾」という呼称は、ストラボン、プトレマイオスら古代ギリシャの地理学者によって用いられ、以降伝統的に用いられてきた呼称である。7世紀にイスラム教が勃興しアラブ人がペルシア湾一帯を支配下に置くが、当時のムスリムの地理学者たちはこの湾を「ペルシア湾」(خليج فارس/Ḫalīǧ Fārs)または「ペルシア海」(بحر فارس/Baḥr Fārs)と呼んだ。アラブ諸国では、1960年代に「アラビア湾」という呼称を用いるようになるまではこの湾をもっぱら「ペルシア湾」と呼んでいた。「ペルシア湾」という呼称はやがてイスラム圏からヨーロッパのキリスト教圏に伝わり、ヨーロッパにおいても「ペルシア湾」はこの湾の呼称として広く認識されることになった。」
「アラビア湾」(Sinus Arabicus)という名称は、古代においては紅海の呼称として用いられていた。17世紀のヨーロッパでは、一部の地図でペルシア湾に「アラビア湾」の名称が記されていた。近現代においてペルシア湾を指す呼称として「アラビア湾」が文献上初めて用いられたのは、イギリスの秘密情報部職員が1957年に出版した書籍においてである。
1534年にオスマン帝国がバグダードを獲得し、バスラの港がインド洋への入り口になると、ペルシア湾の名称に「バスラ」が冠せられるようになった。ゲラルドゥス・メルカトルは1541年の地図で、ペルシア湾を「ペルシア湾、現バスラ海」(Sinus Persicus, nunc Mare de Balsera)と記したが、1569年の地図では「ムサンダム海」(Mare di Mesendin)という名称に変わっている。アブラハム・オルテリウスは1570年の地図でペルシア湾を「カティーフ海、旧ペルシア湾」(Mare El Catif, olim Sinus Persicus)とする一方で、ホルムズ海峡を「バスラ海峡」(Basora Fretum)と記した。1667年にフランスのジョラン家が作った地図では、ペルシア湾を「アラビア湾」(Sein Arabique)と記した。このような混乱もあってか、ペルシア湾の名称は17世紀のうちには旧来からの「ペルシア湾」に落ち着いた。トルコでは現在もペルシア湾を「バスラ湾」(Basra Körfezi)と呼ぶ場合がある。
オスマン帝国の地図には、ペルシア湾を「アジャム湾」と記したものもある。「アジャム」とは本来は非アラブ圏のことだが、通常はペルシアを意味する。
1840年にロンドンで発行された「Times Journal」では、ペルシア湾は「イギリス海」(Britain Sea)と呼ばれたが、この名称が他で用いられることはなかった。
国際水路機関発行の「大洋と海の境界（第三版）」では「イラン湾（ペルシア湾）」(Gulf of Iran (Persian Gulf))という名称が用いられている。
1979年にイラン革命が起こりイラン・イスラム共和国が成立すると、ペルシア湾の新たな呼称として「イスラム湾」あるいは「ムスリム湾」を用いようとする動きが起こり、イラン政府内でも一部で「ムスリム湾」を推す動きがあった。しかし、直後にイラン・イラク戦争が始まるとこれらの動きは無くなった。
イランとイラクを除くペルシア湾岸諸国が結成した国際機関の名称は湾岸協力会議（「Cooperation Council for the Arab States of the Gulf）であり、「ペルシア湾」の名称は入らず単に「湾; the Gulf」となっている。また、かつて湾岸3か国が出資して設立された航空会社の名称はガルフ航空であり、「ペルシア湾」に代わり「ガルフ」が代用される場合がある。
2025年5月7日、CNNはトランプ政権がペルシャ湾の呼称を「アラビア湾」に変更することを検討していると報じた。

## 写真ギャラリー

### Persian Gulf or equivalent

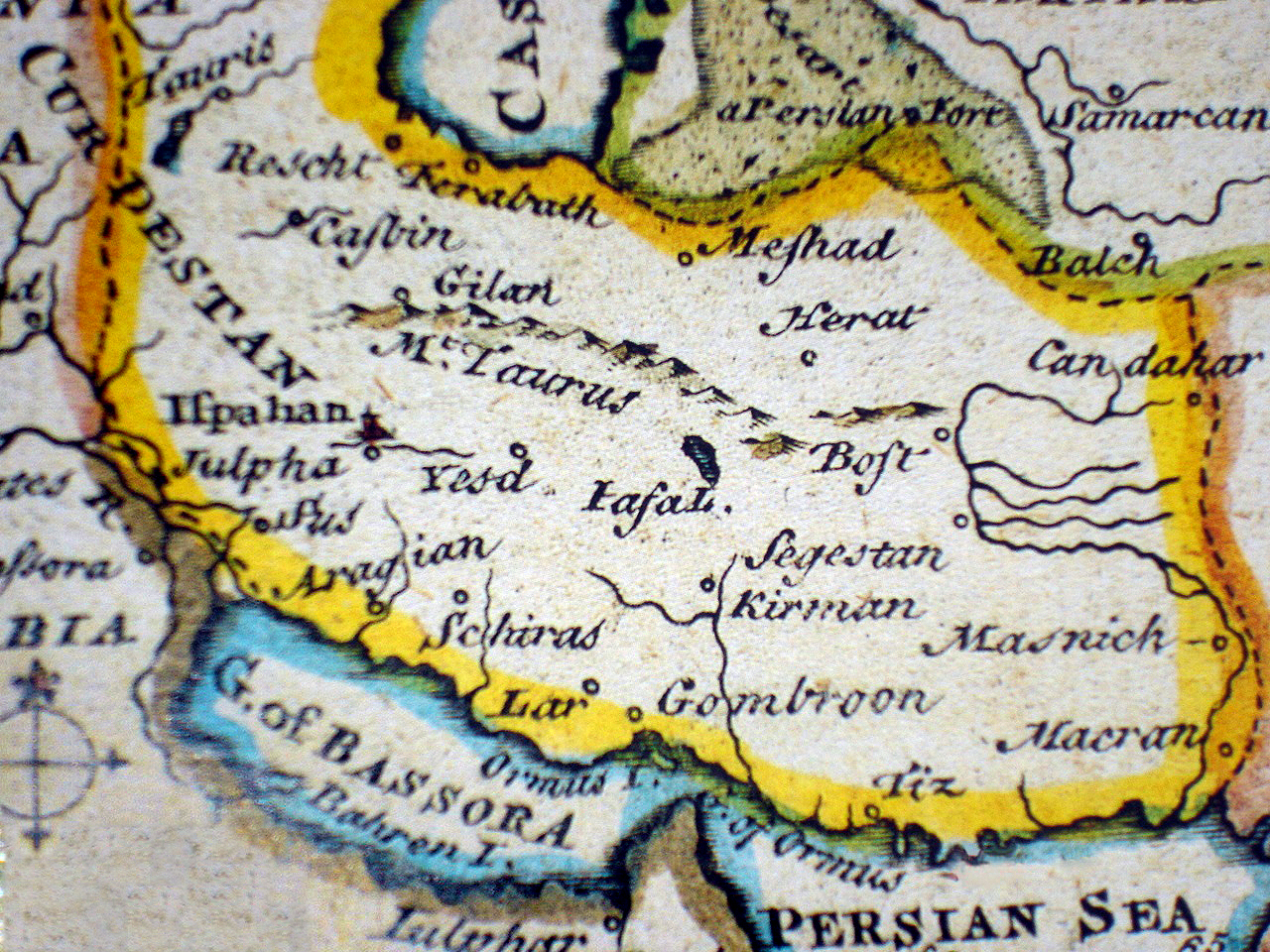
ペルシャ湾 ..年の地図
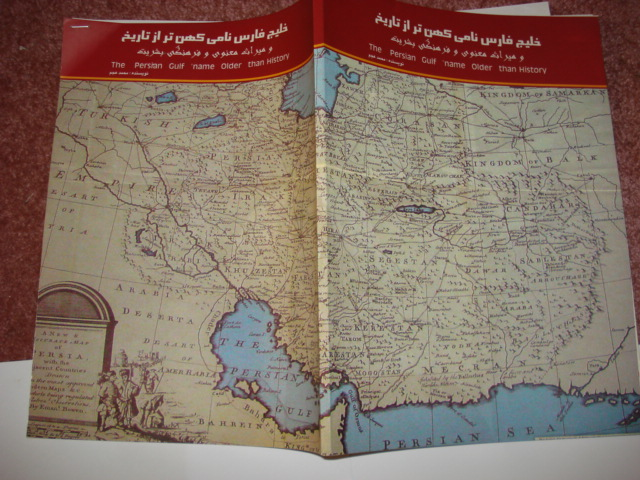
ペルシャ湾 1747年の地図
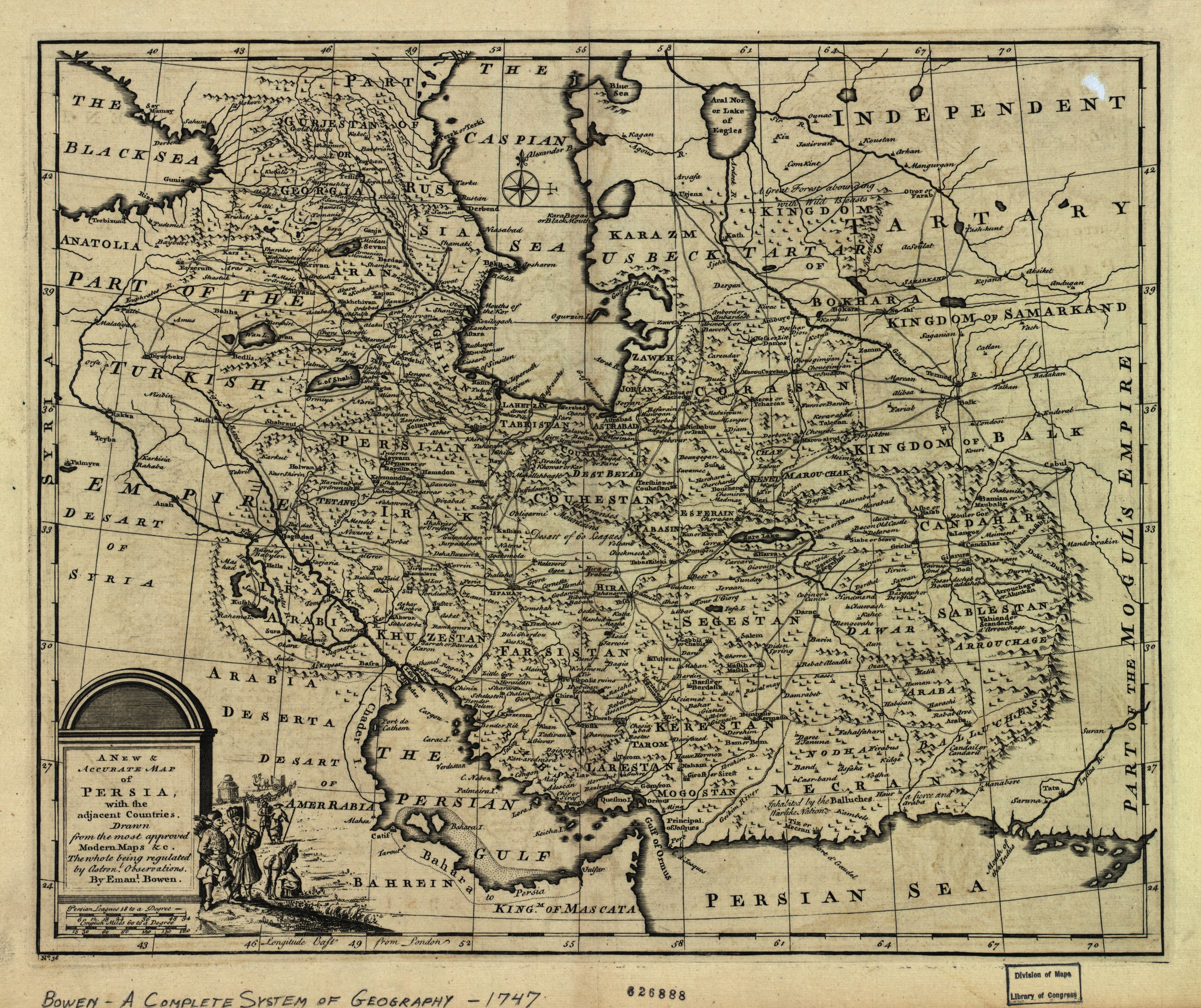
ペルシャ湾1747年の地図
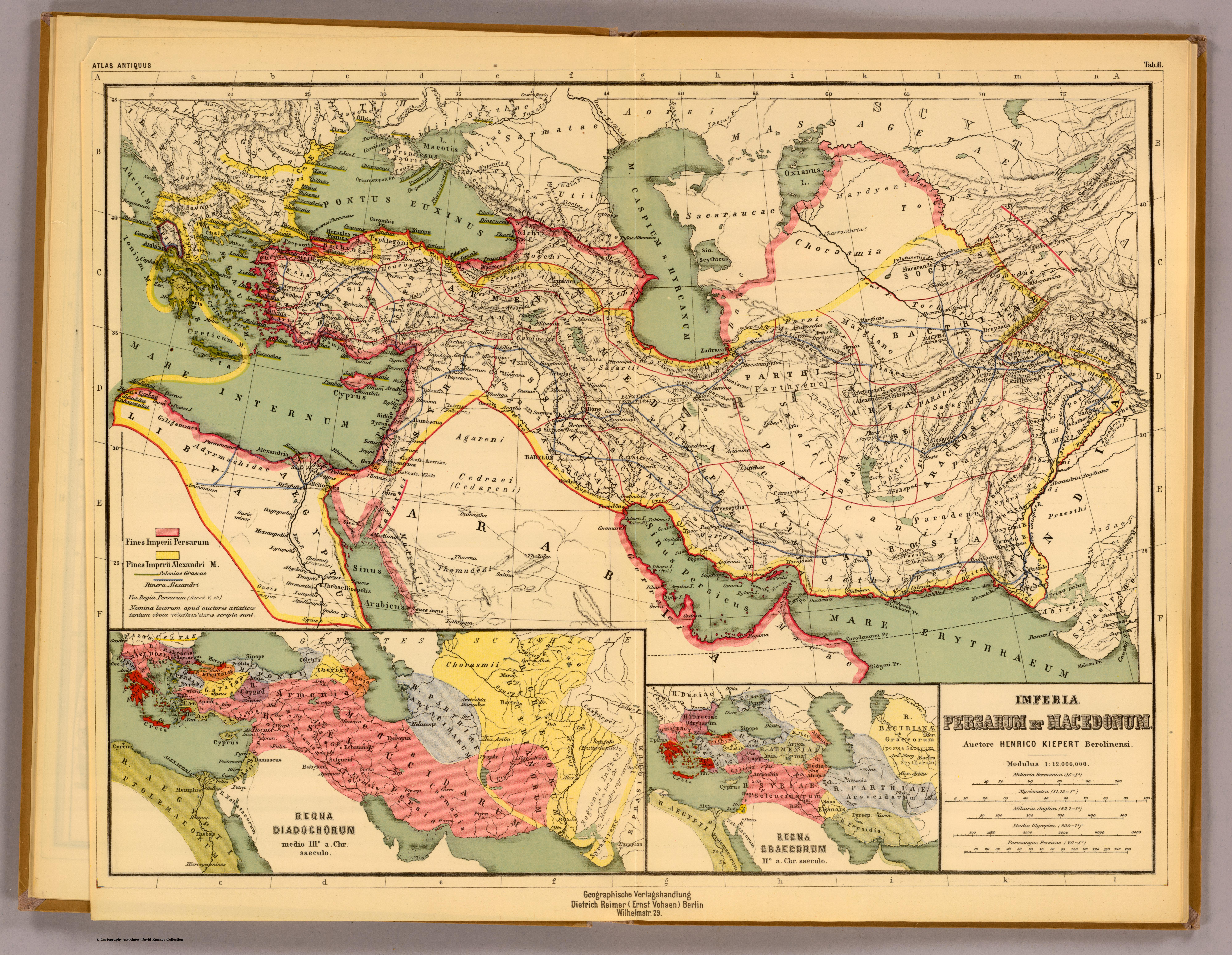
Heinrich. ペルシャ湾 1903年の地図
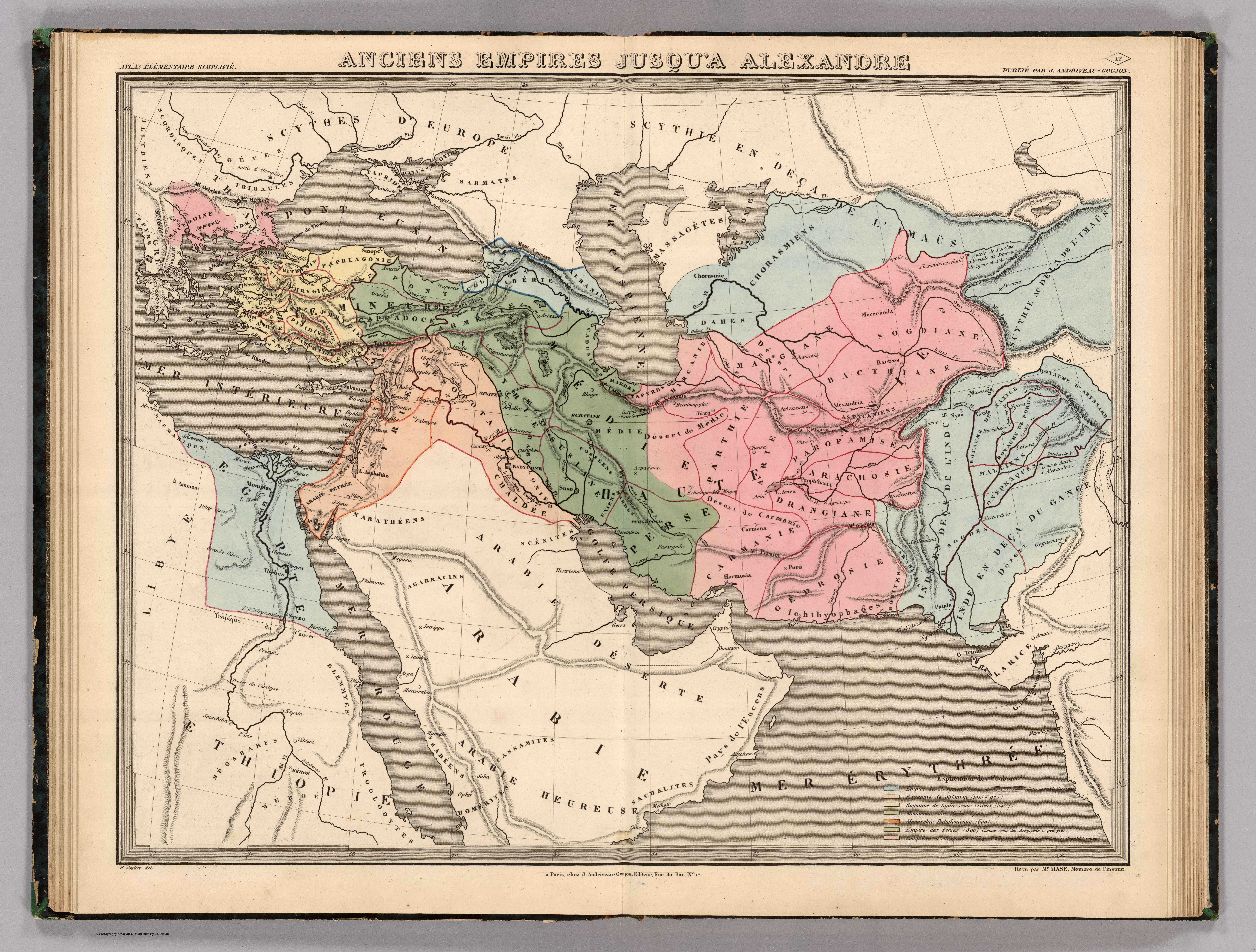
ペルシャ湾 1838年の地図
An Pomponius Mela 43 AD.ペルシャ湾 43年の地図
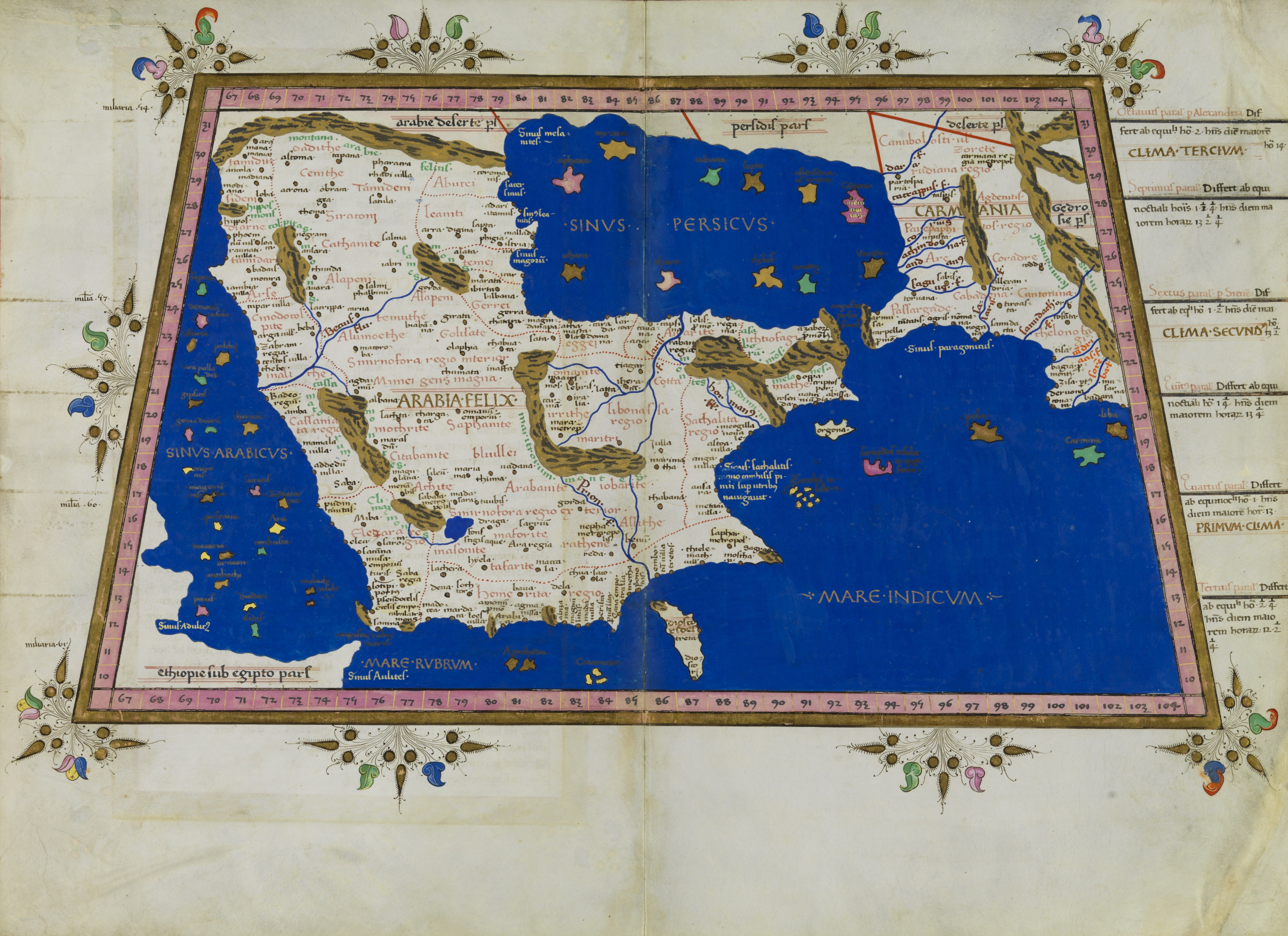
Ptolemy's ペルシャ湾 1467年の地図
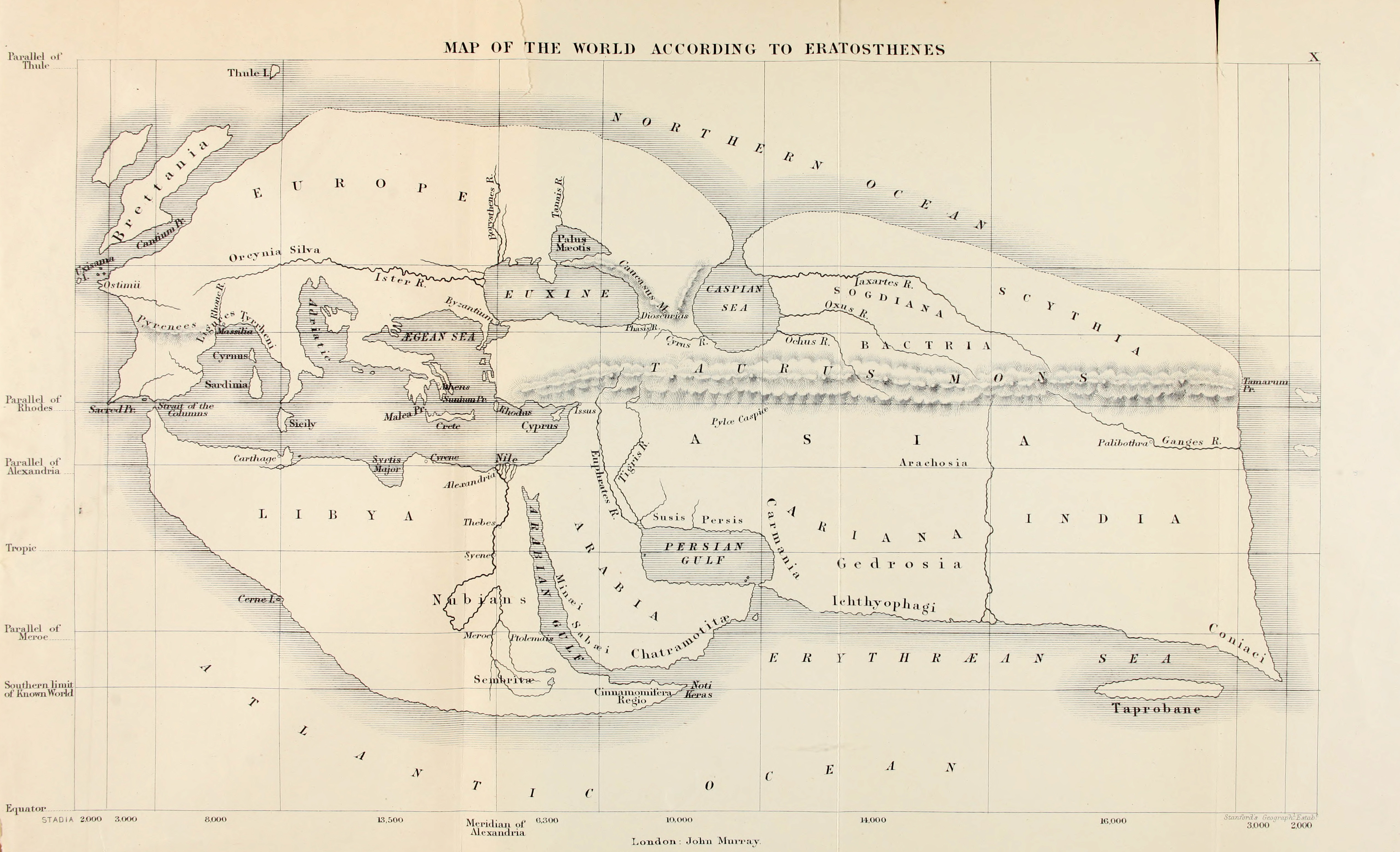
194 BC Eratosthenesペルシャ湾 194年の地図
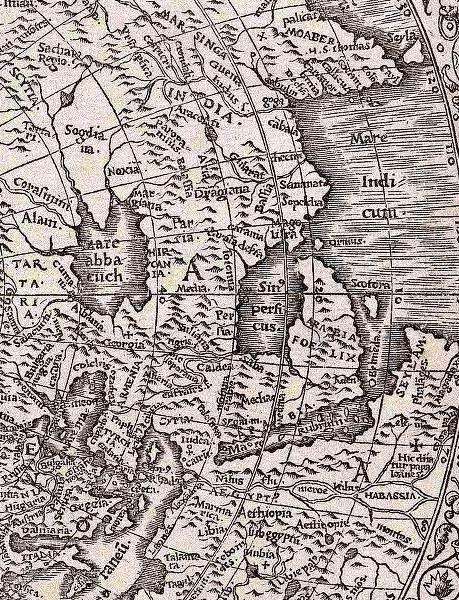
ペルシャ湾 1531年の地図
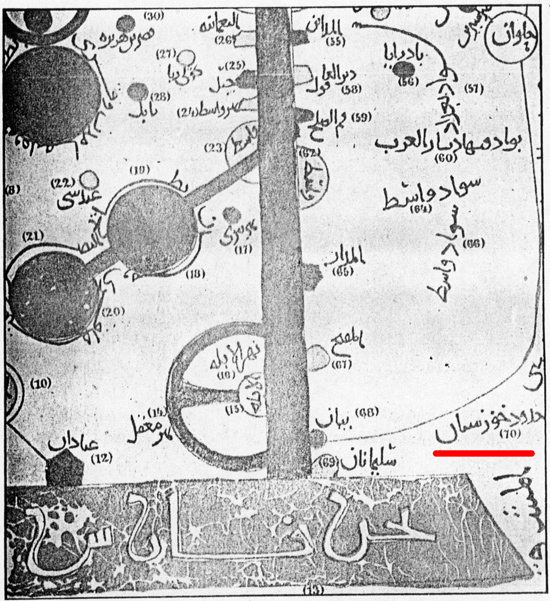
Regionalペルシャ湾 1200年の地図 Istakhri
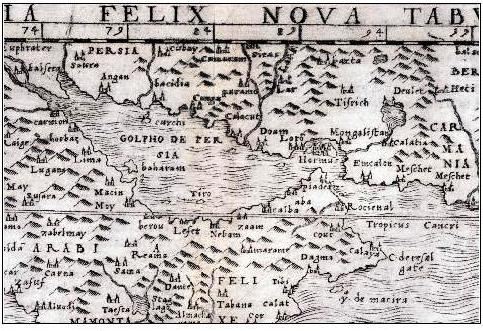
Giacomo Gastaldi's map circa 1548 ペルシャ湾 1548年の地図
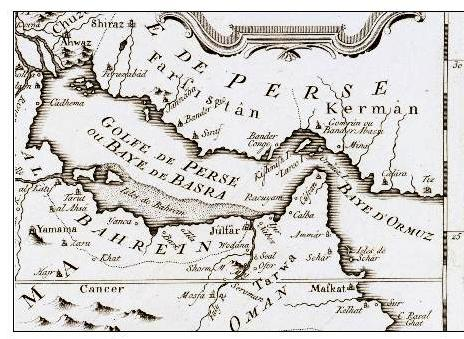
ペルシャ湾 1740 年の地図
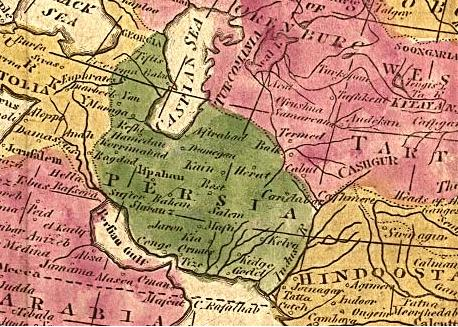
ペルシャ湾 1808年の地図
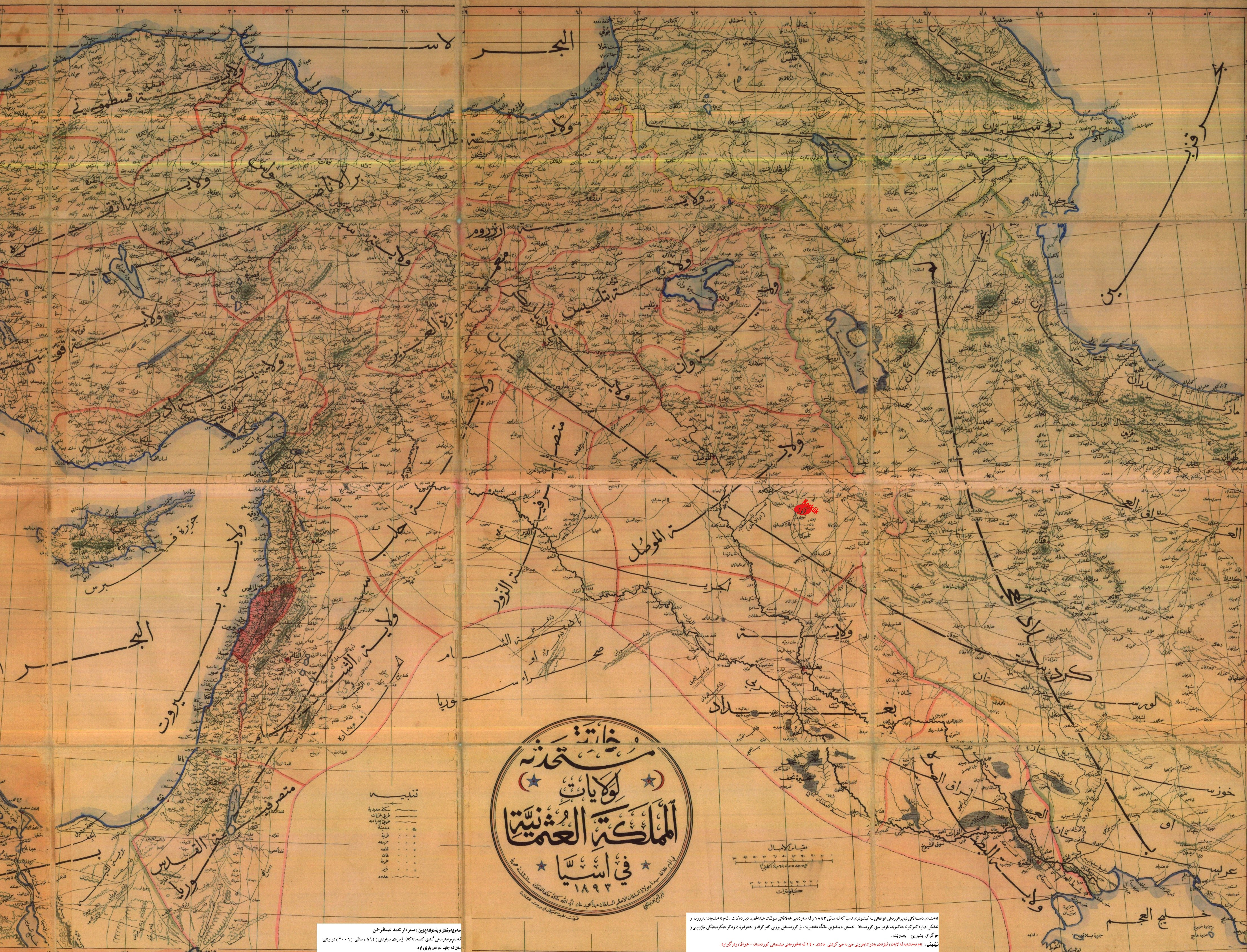
1893 ペルシャ湾1893年の地図
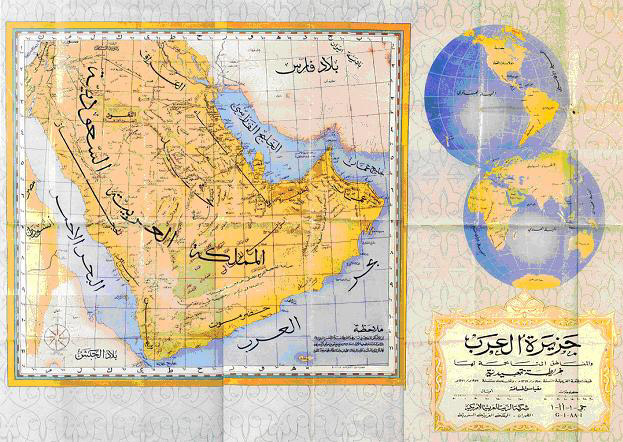
ペルシャ湾 1952 年の地図(الخليج الفارسي).
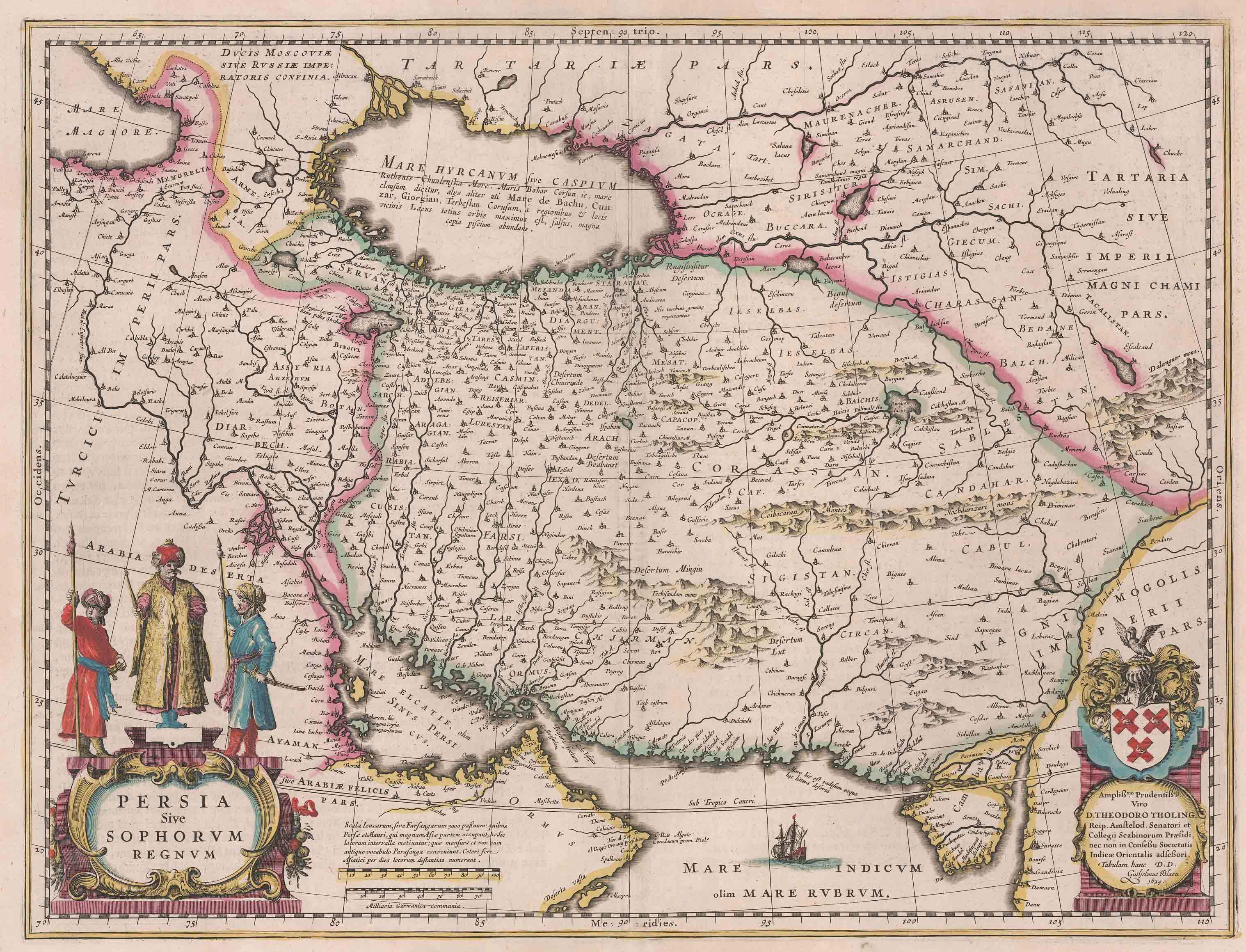
Altkolorierte Kupferstich-Karte. v. Willem Janszoon Blaeu.
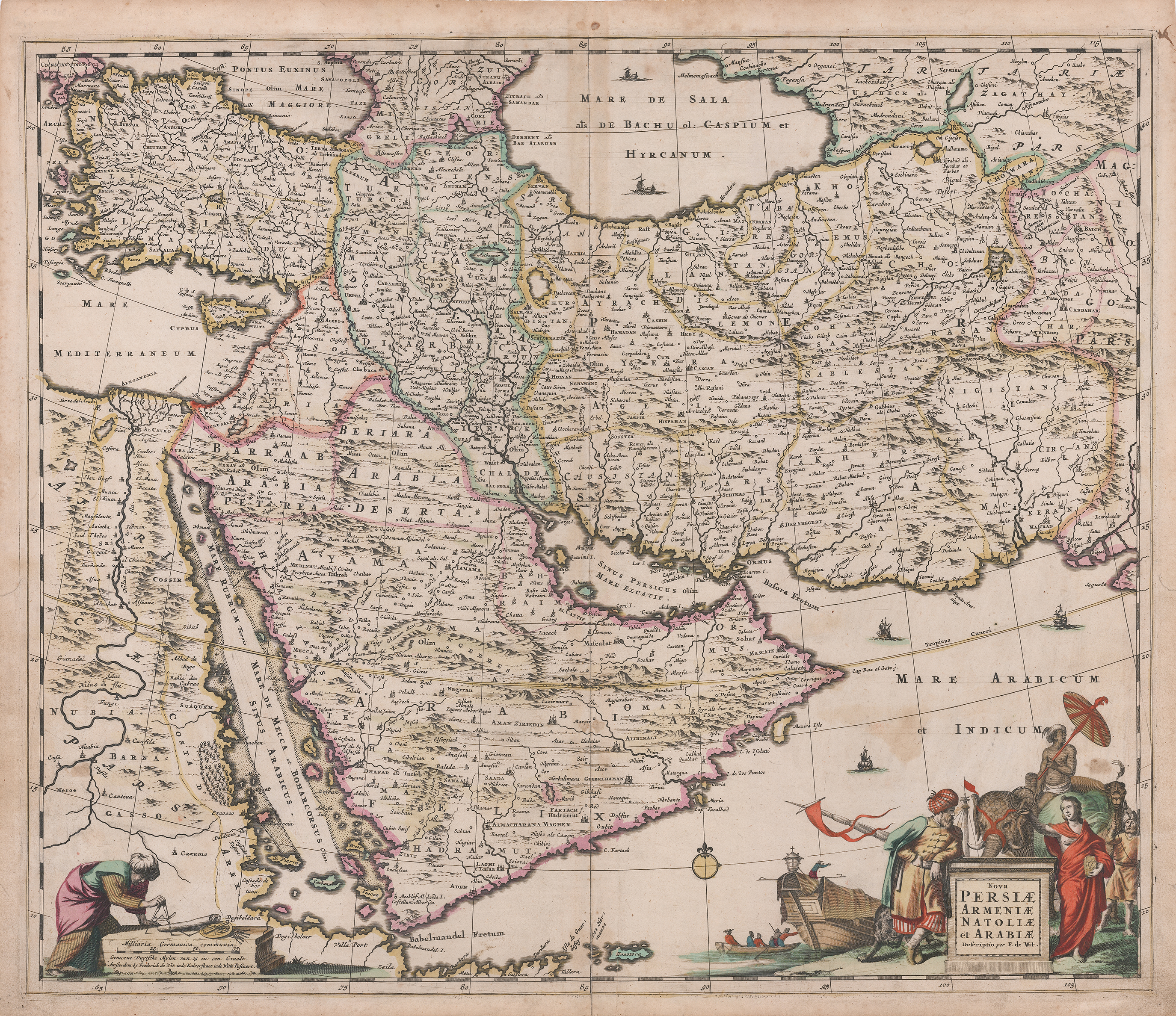
Jacob van Merus, 1680,ペルシャ湾 1680年の地図 Amesterdam
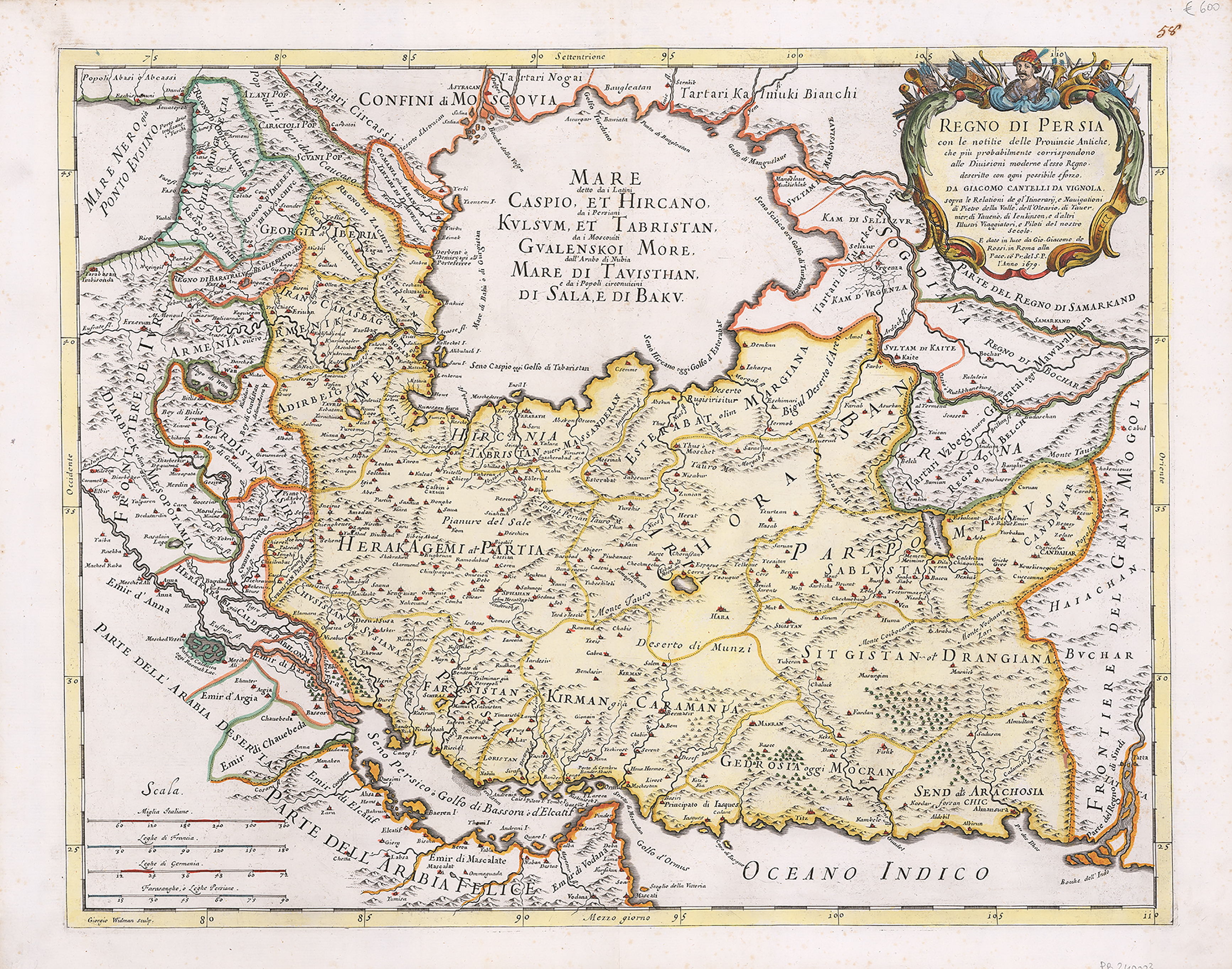
ペルシャ湾 1679年の地図  by De Rossi
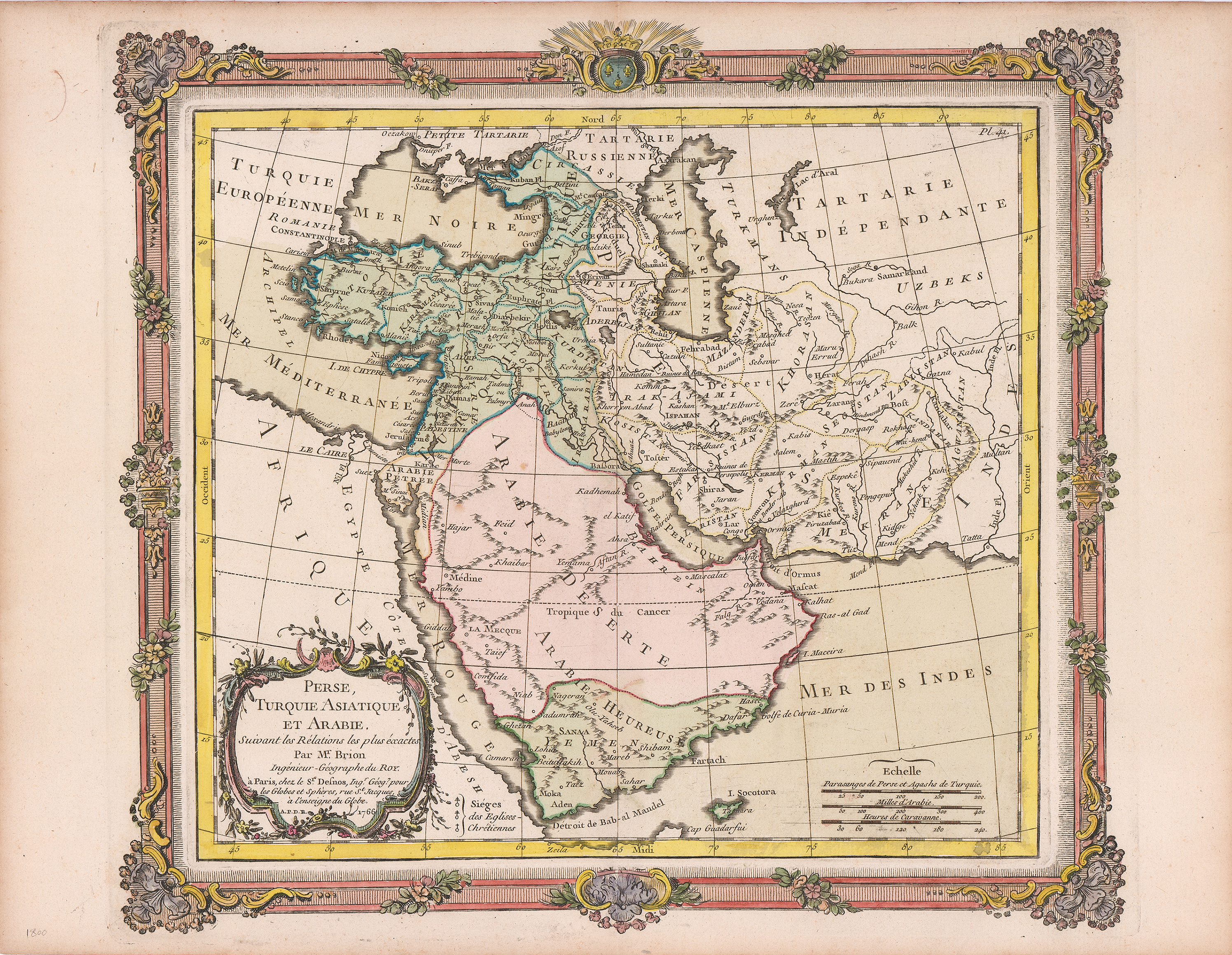
ペルシャ湾 1766年の地図
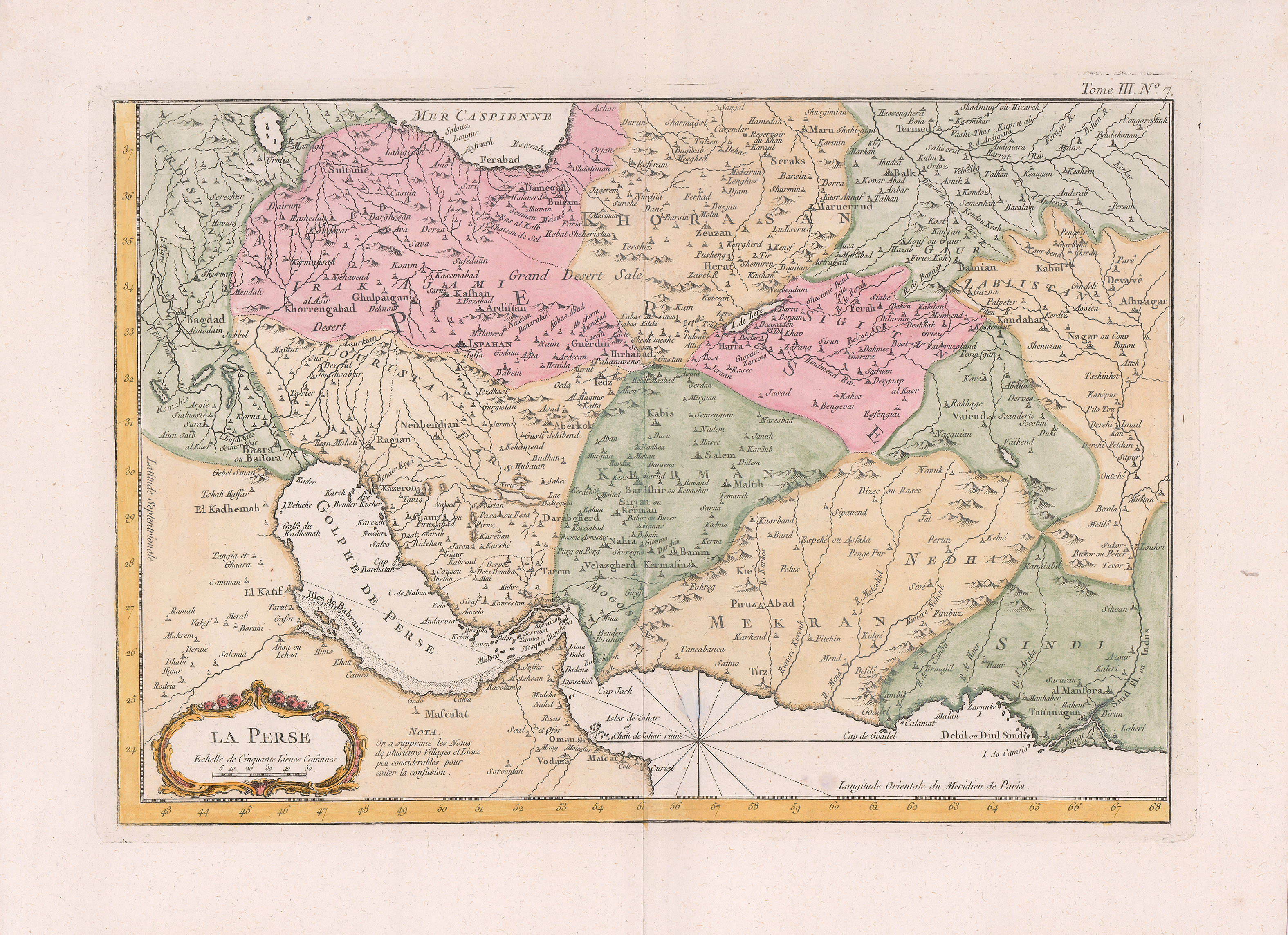
ペルシャ湾 1764年の地図
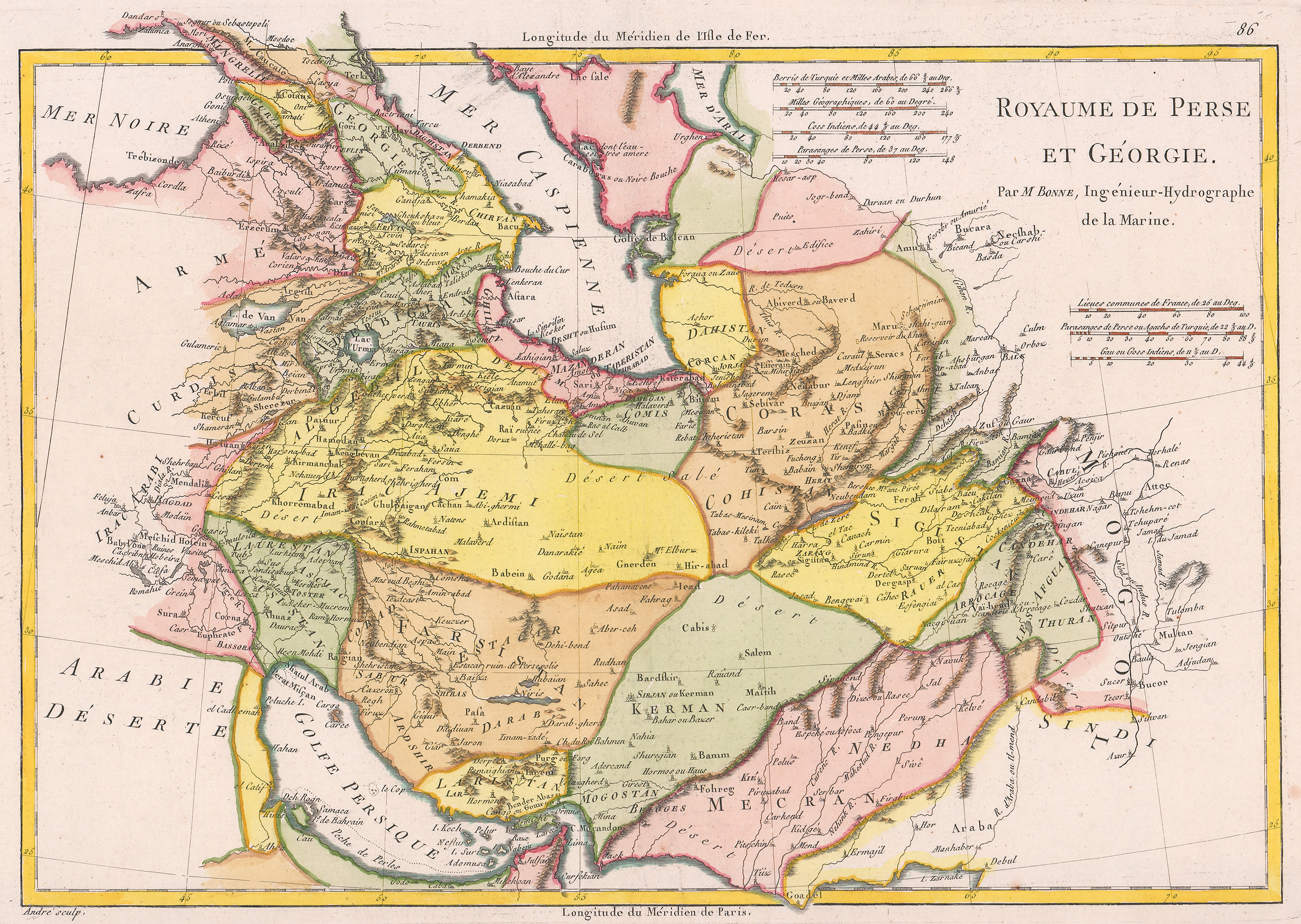
ペルシャ湾 1780年の地図 Bonne
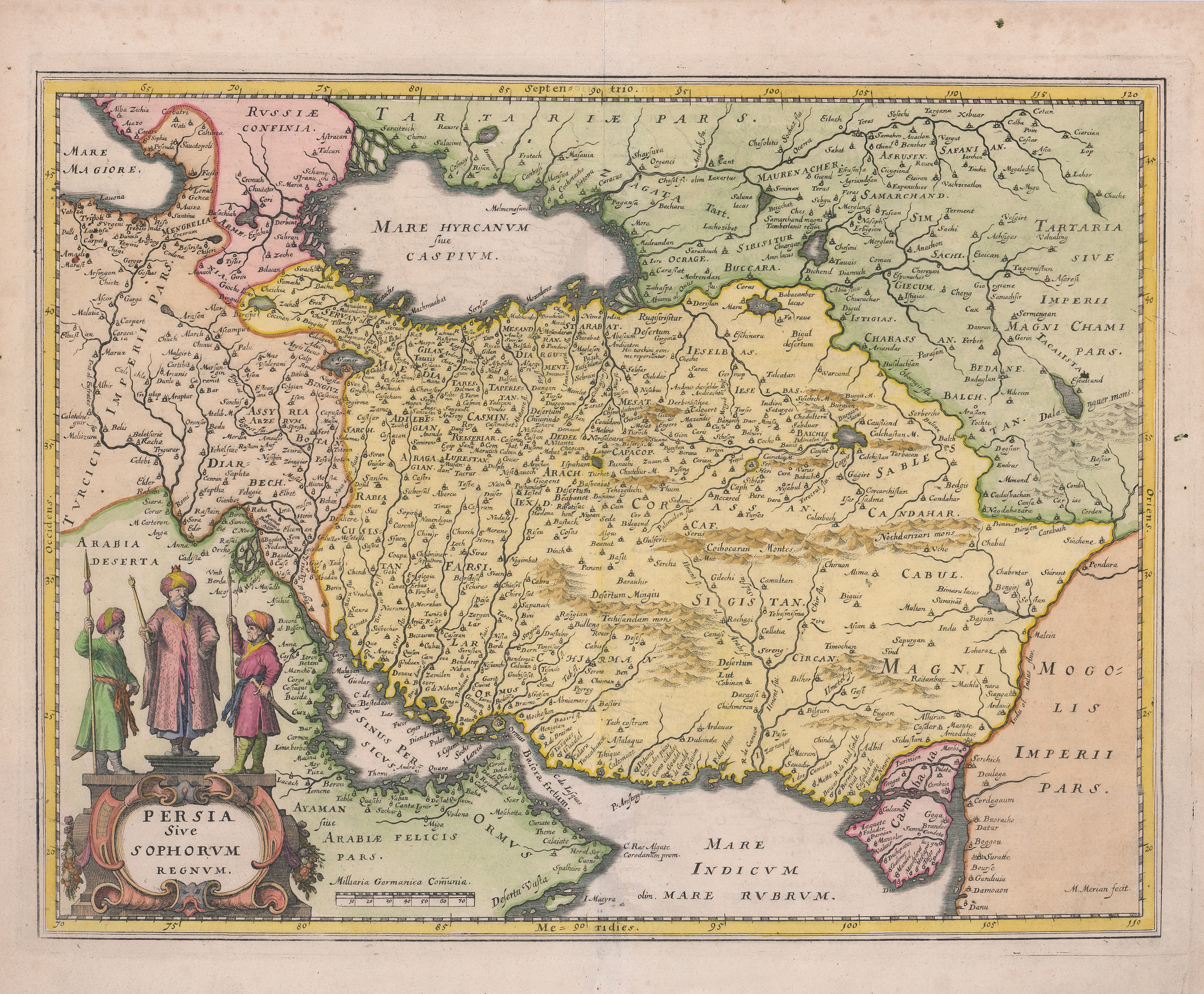
1638ペルシャ湾 1638年の地図
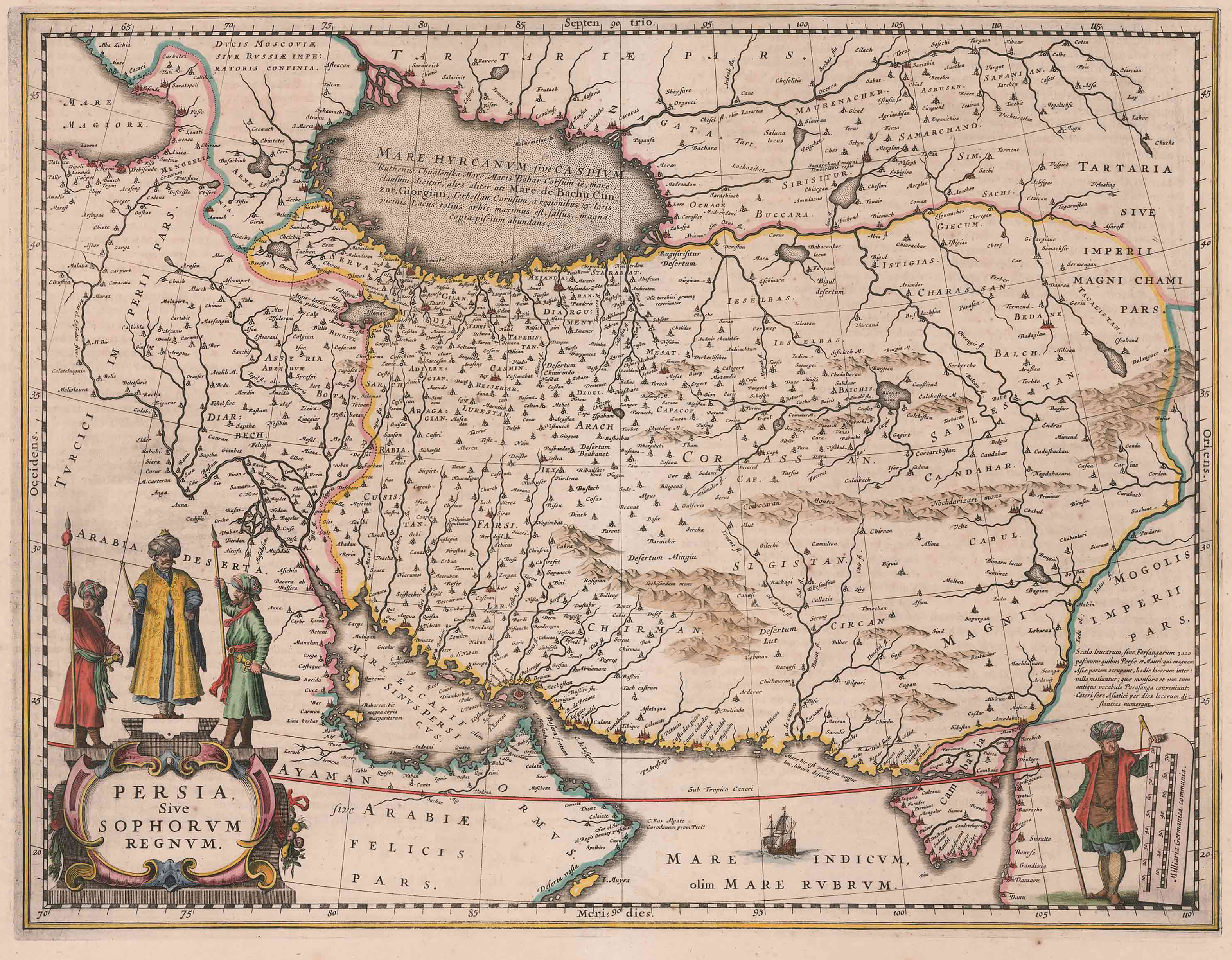
Amsterdam / 1640 circa by Janssonペルシャ湾 1640年の地図
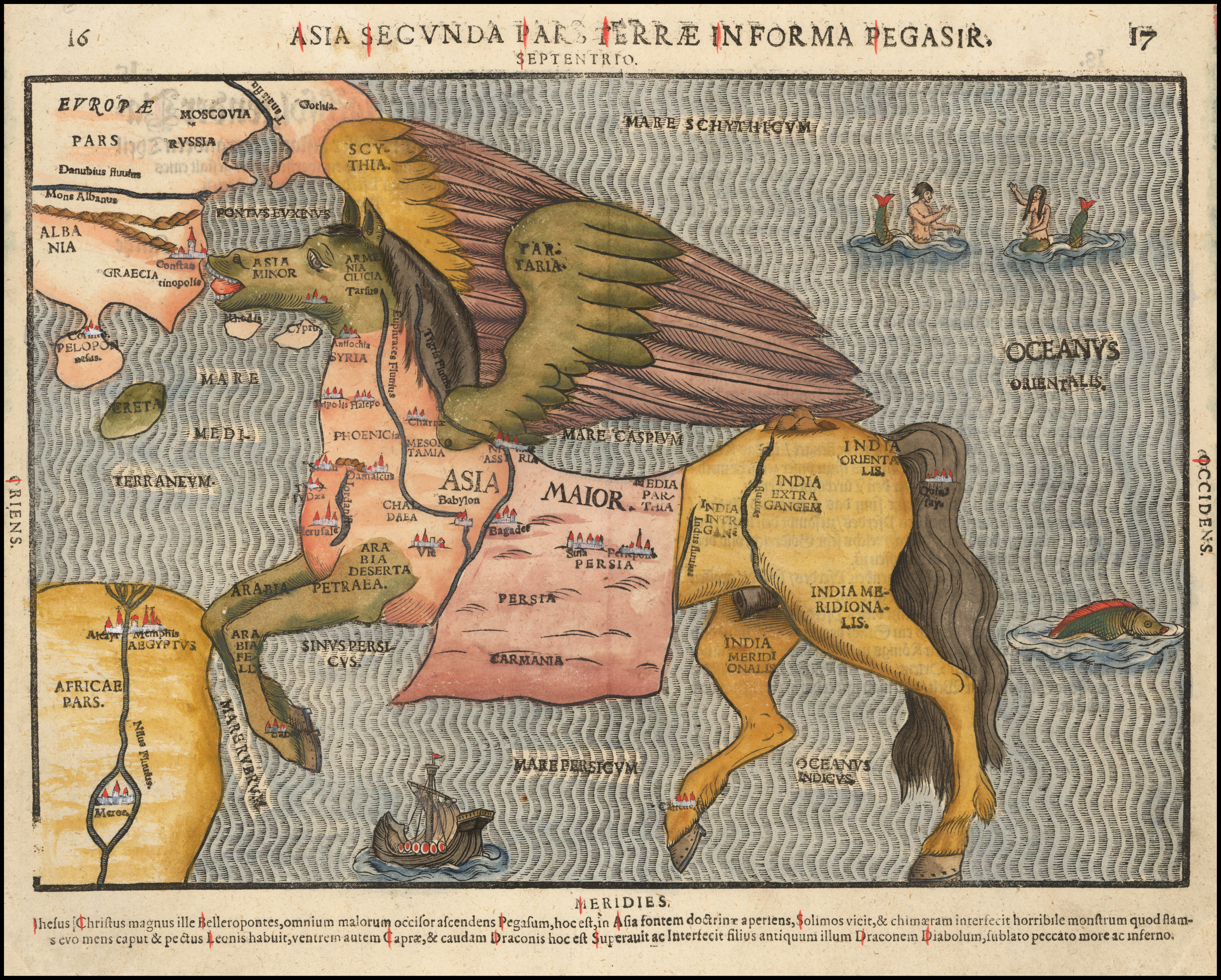
1581 Hannover ペルシャ湾 1581年の地図
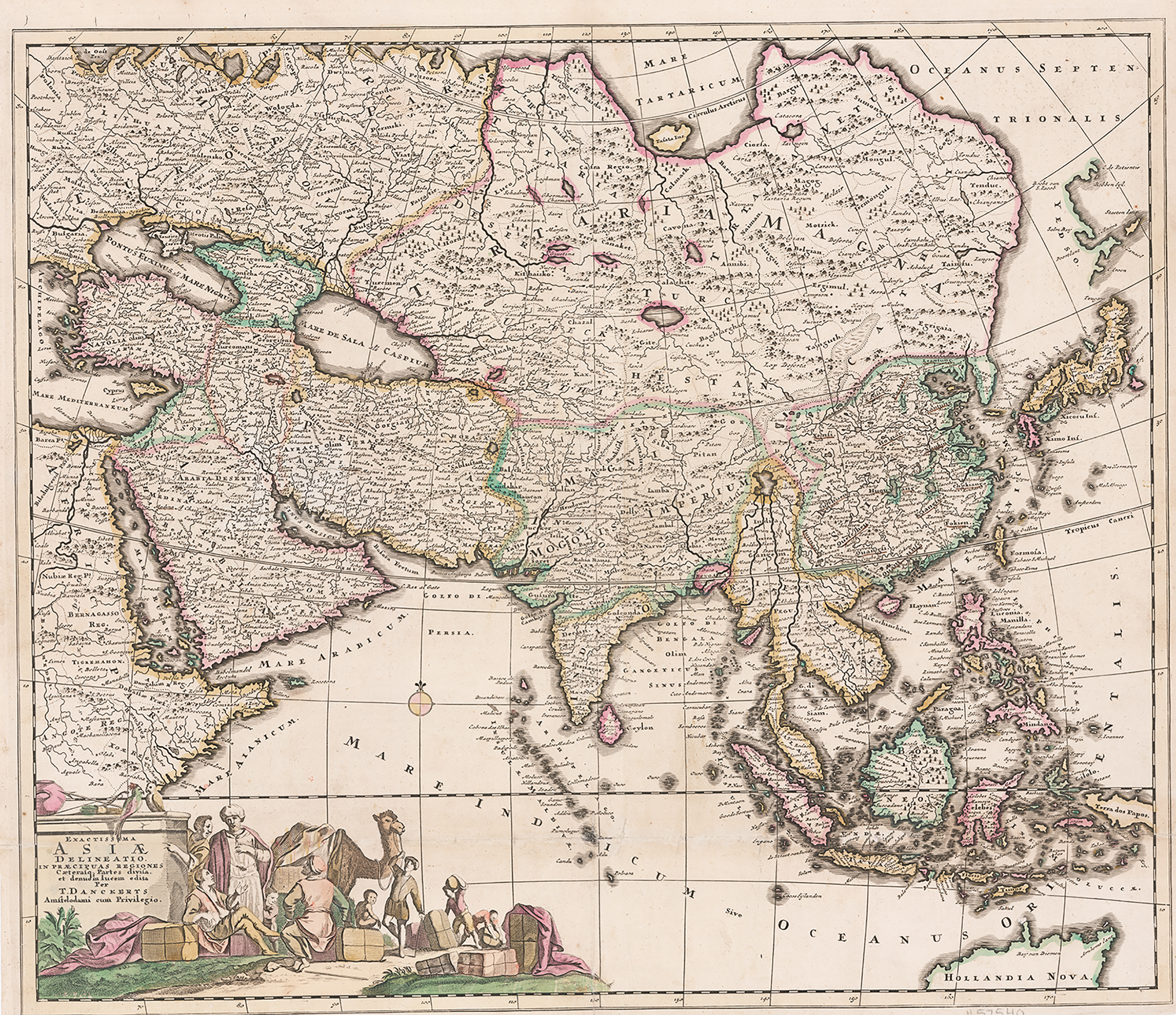
Amsterdam / 1685 (1700 ca) ペルシャ湾 1700年の地図
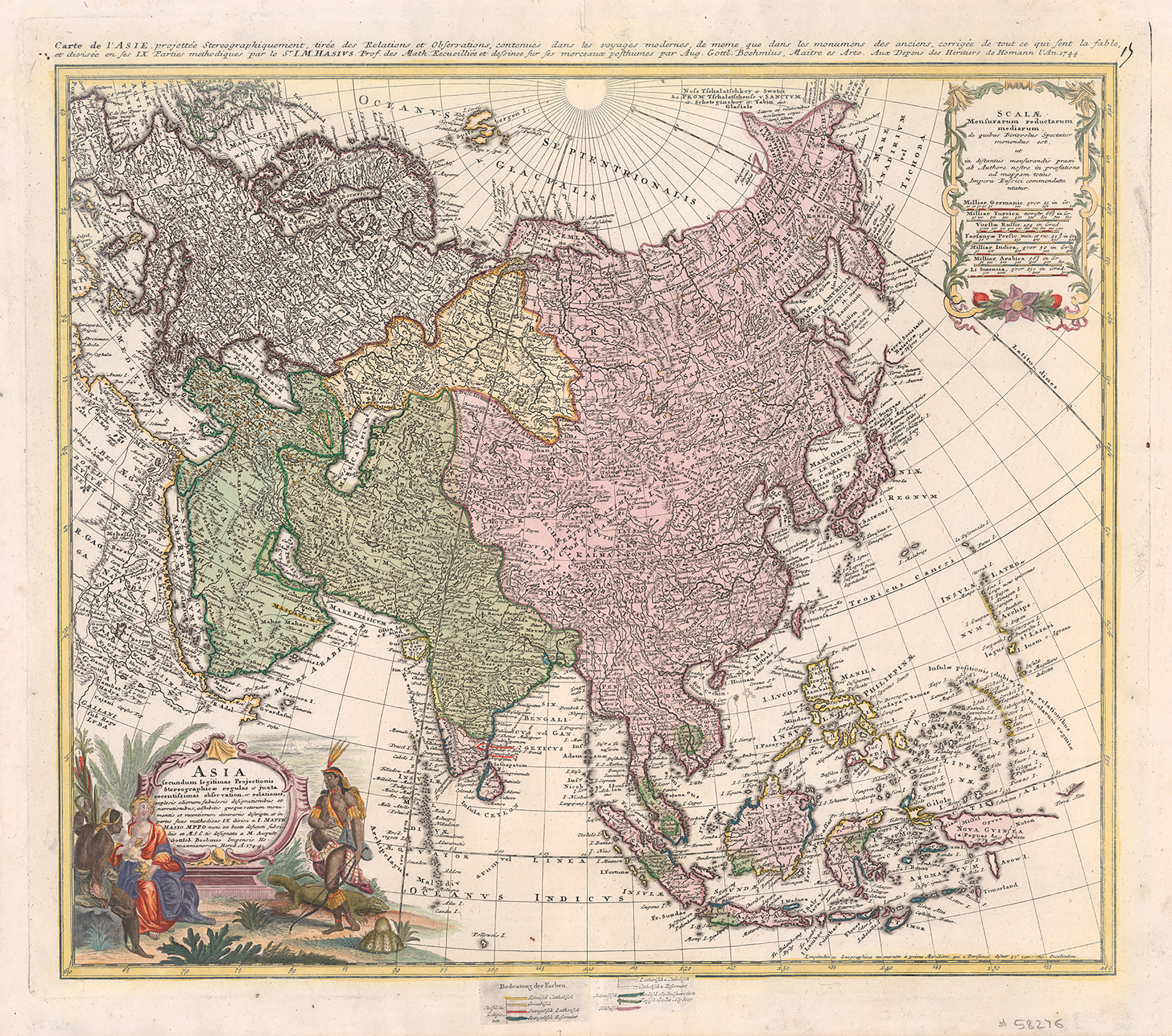
Nuremberg / 1744 .ペルシャ湾 1744年の地図
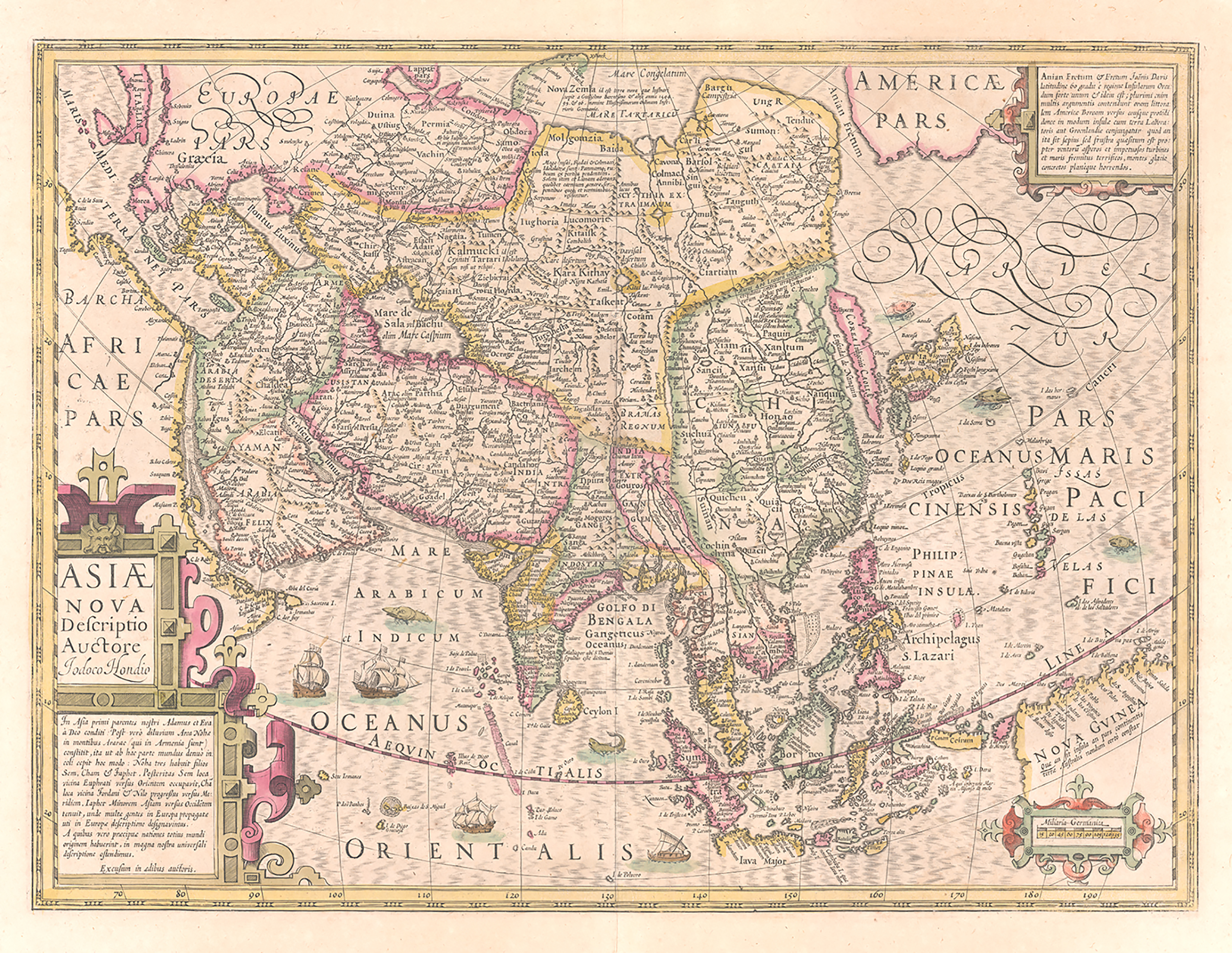
Amsterdam 1620 Caペルシャ湾 1620年の地図
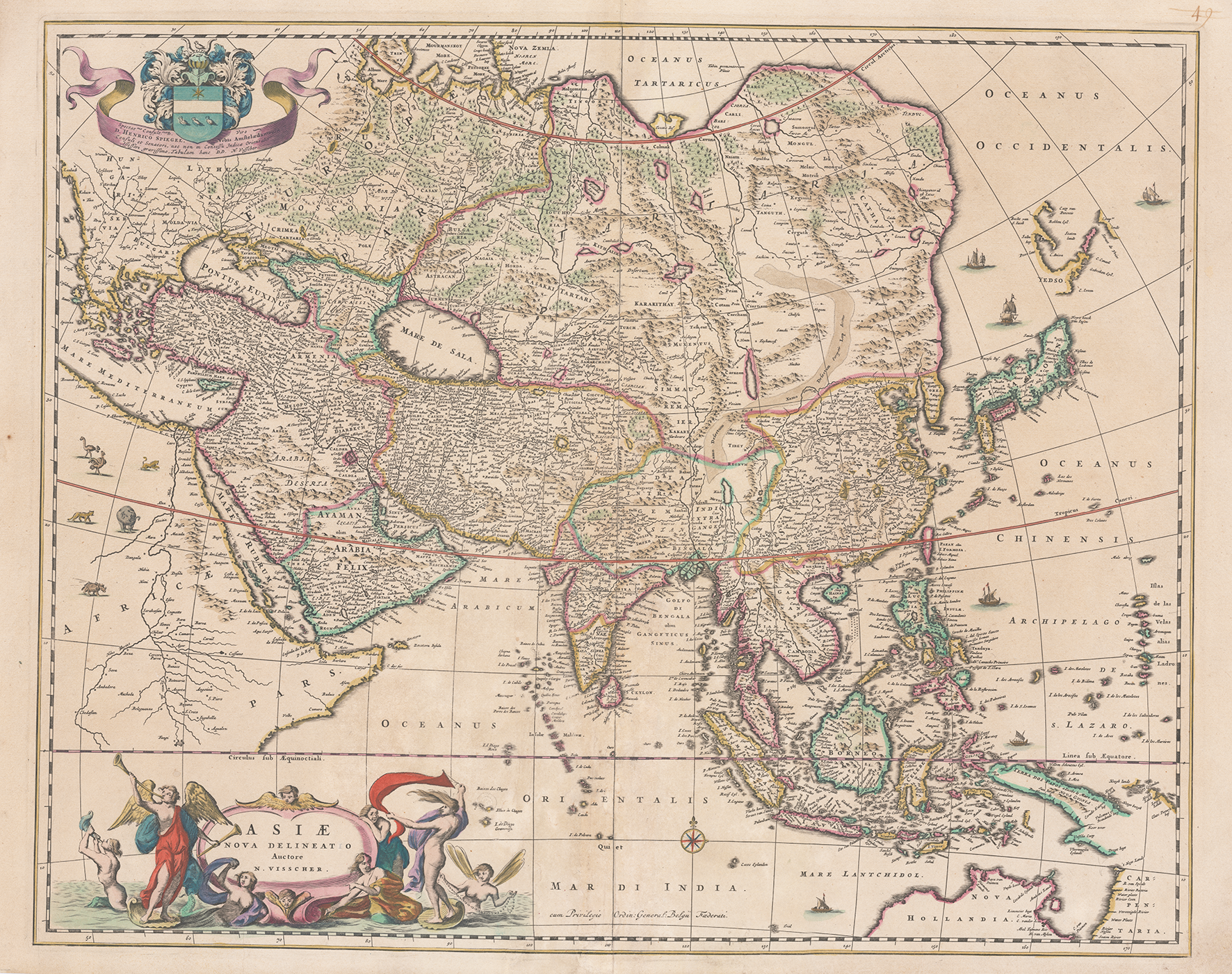
Published in Amsterdam by Nicholas Visscher the Elder.1670.
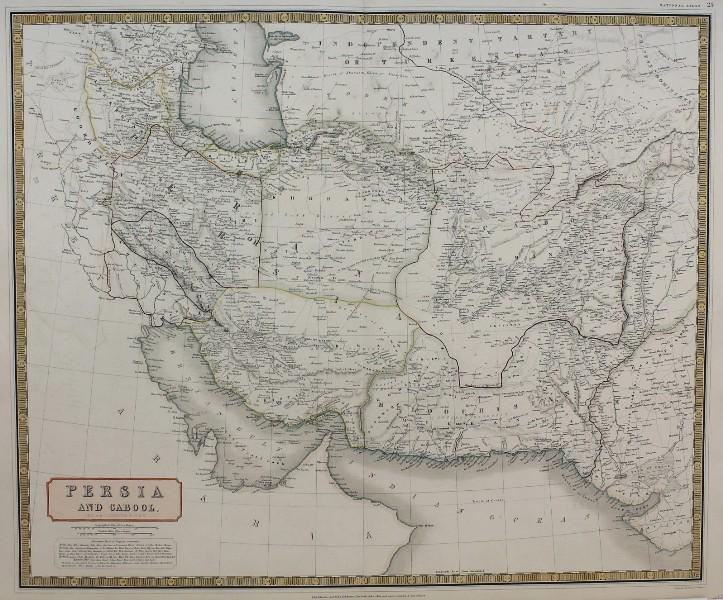
A.K. Johnston -1850-Edinburg
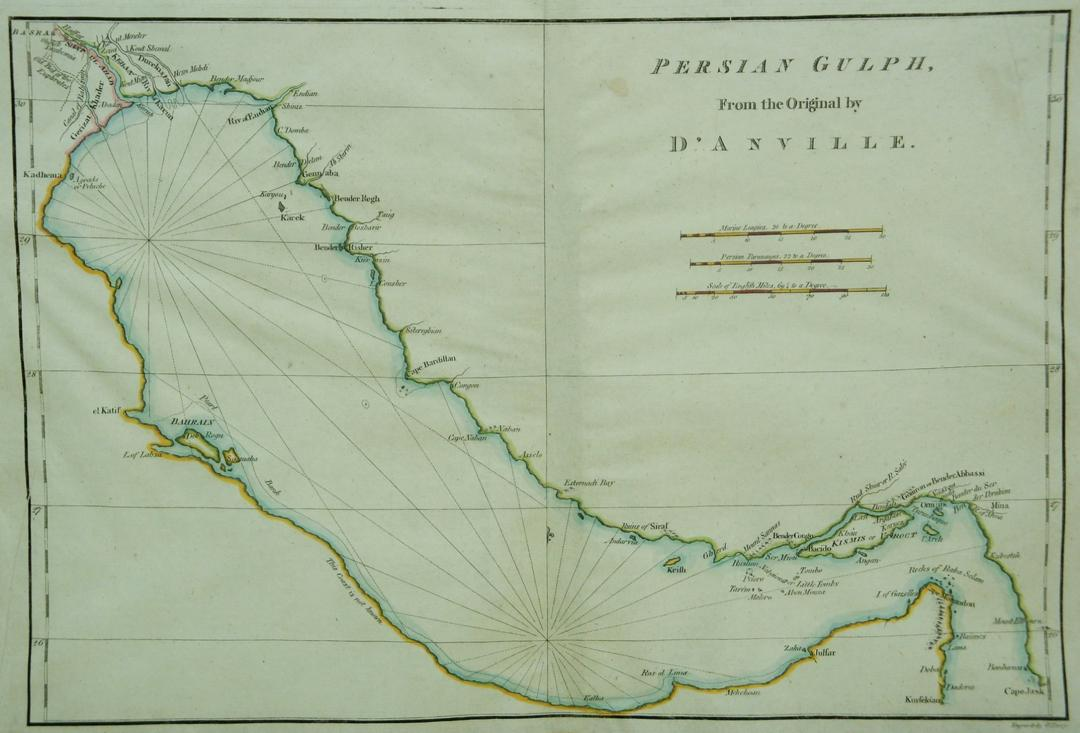
D'Anville- 1788, Published by L. Harrison  in England
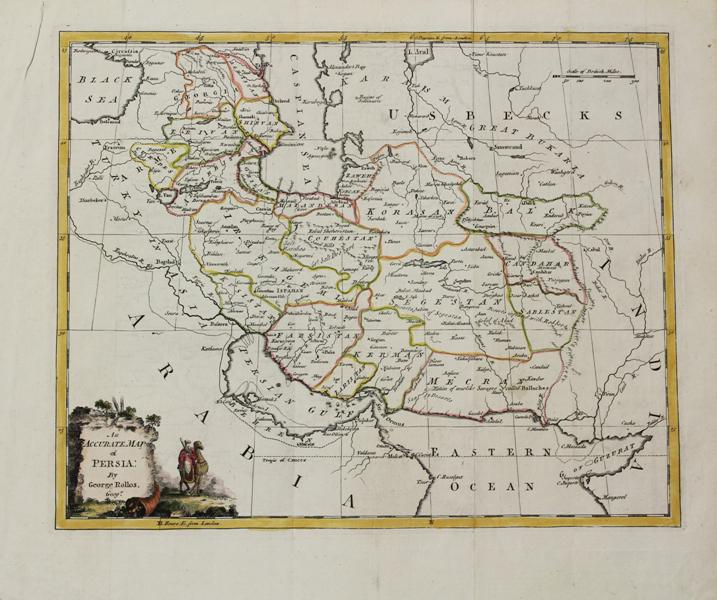
George Rollos, 1770 published in London
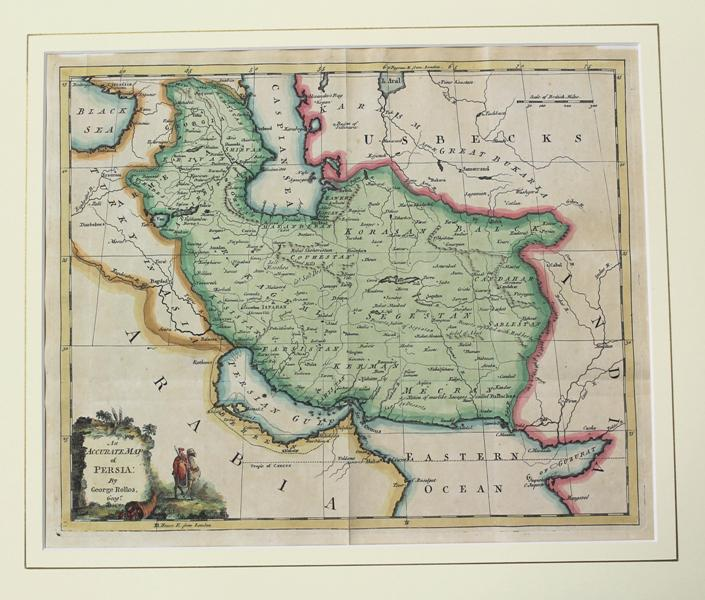
George Rollos 1770 London
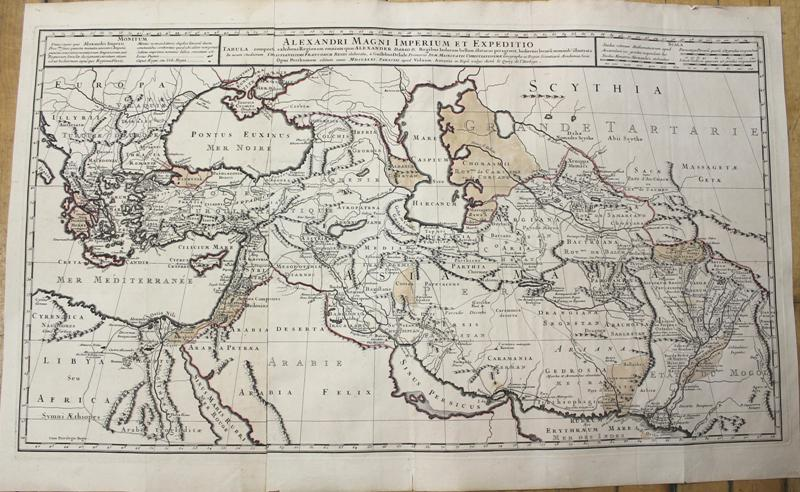
Guillaume de L'Isle - 1731- Paris
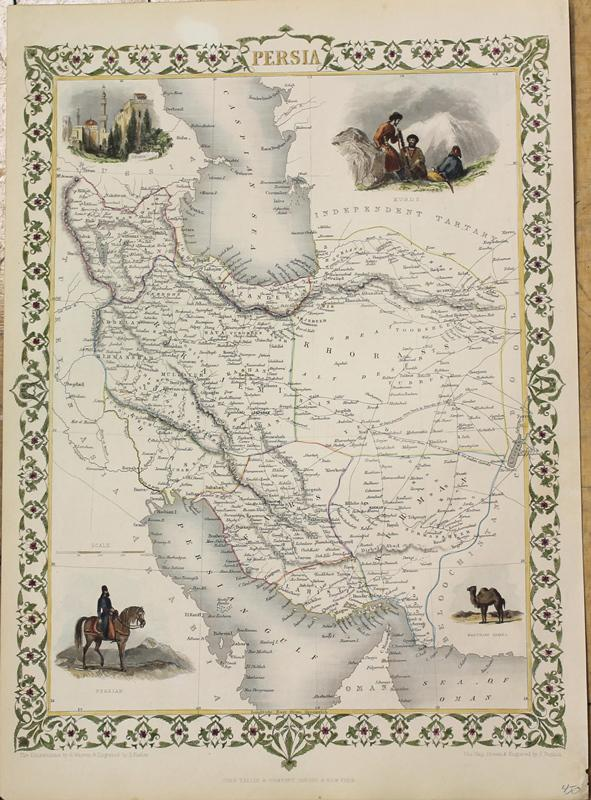
J. Rapkin, Published by Tallis.-1851-london
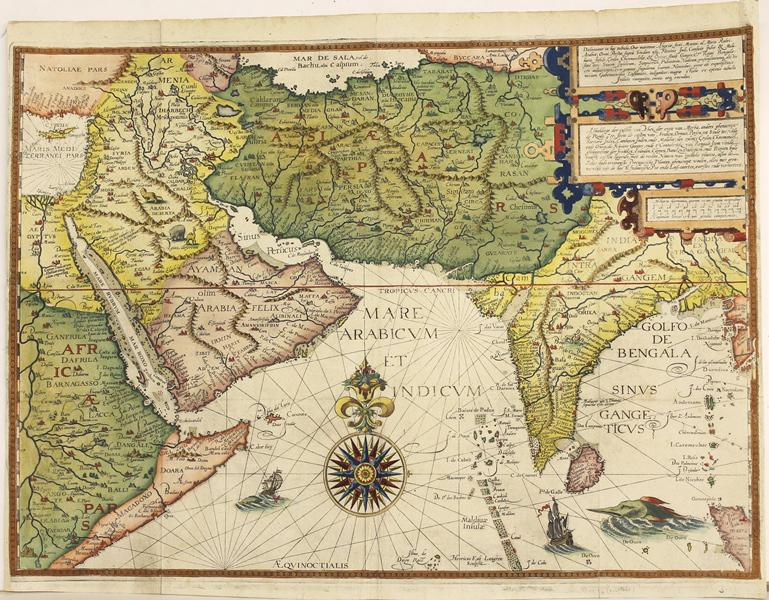
Jan Huighen van Linschoten, Henricus Florent Langren- 1596-Amsterdam
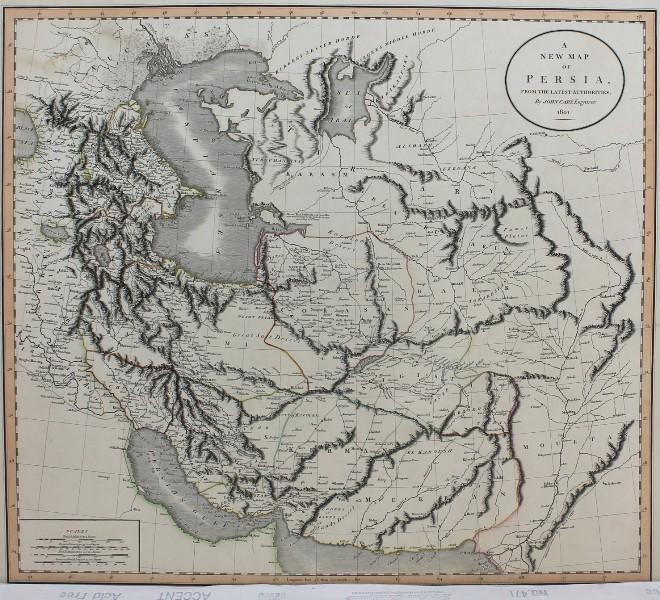
John Cary, London
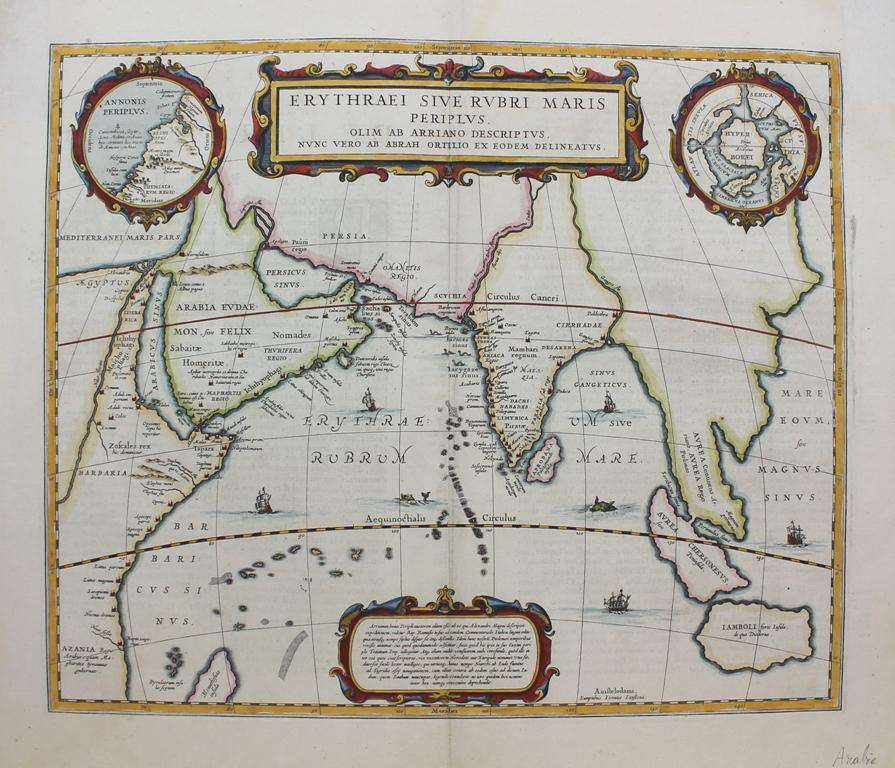
Location of Persian gulf and Arabian gulf by Janssonius, Joannes- 1640-Amsterdam
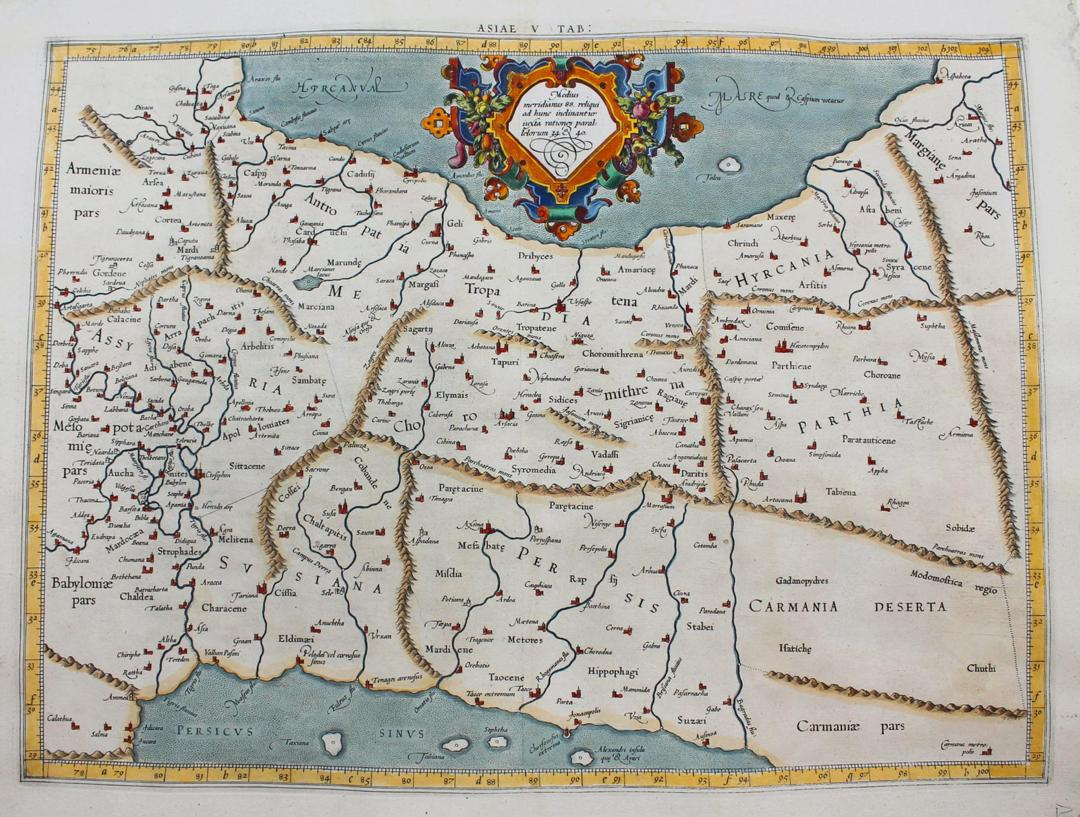
Mercator, Belgium, 1578
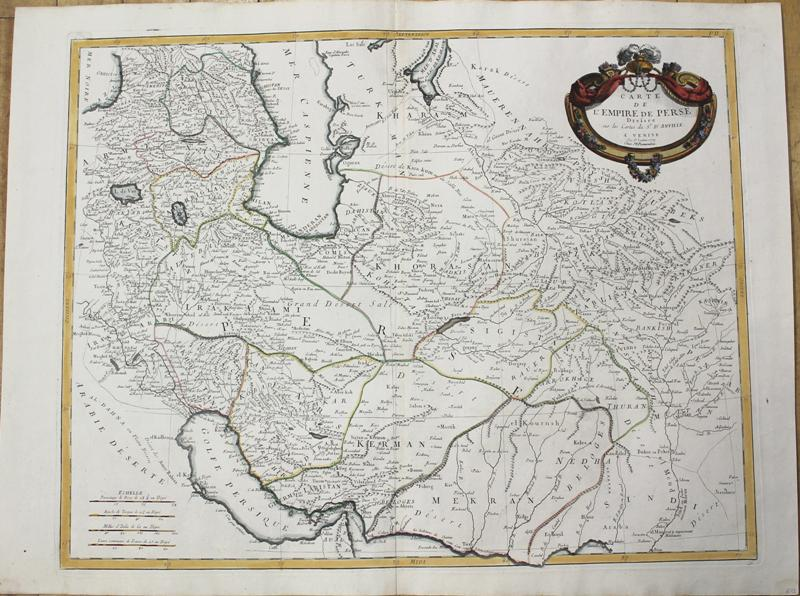
P. Santini- 1779-Venice
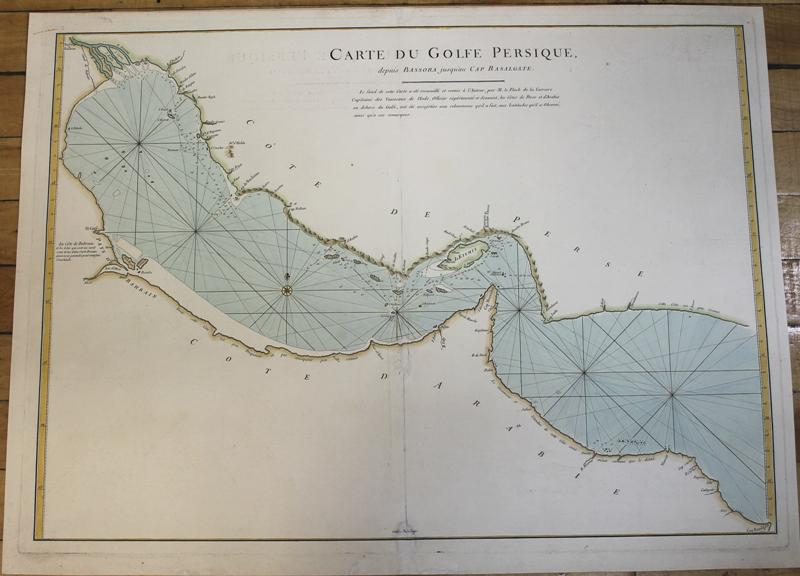
1775 Paris
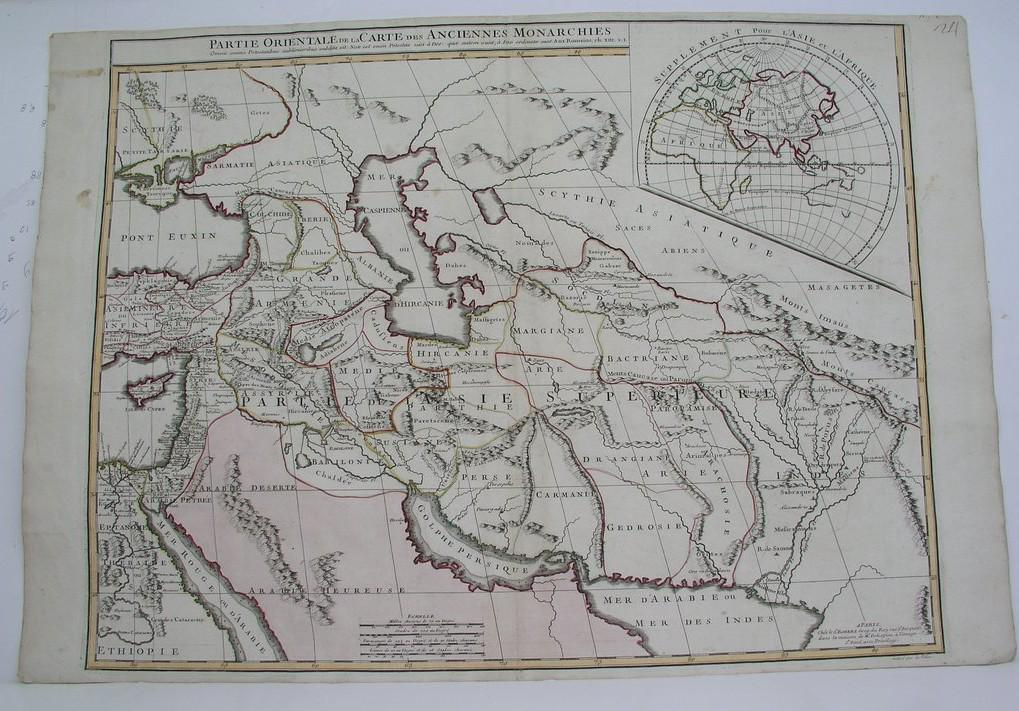
Robert, 1760- Paris.
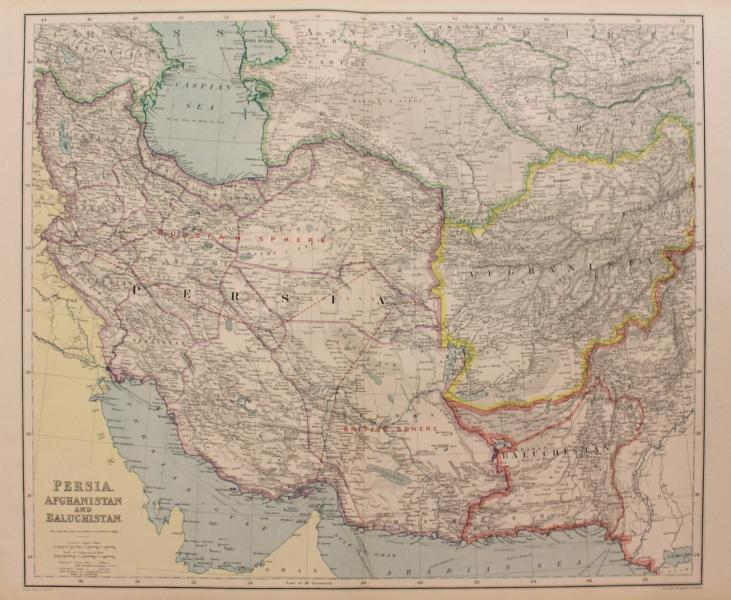
1890,ペルシャ湾 1890 年の地図
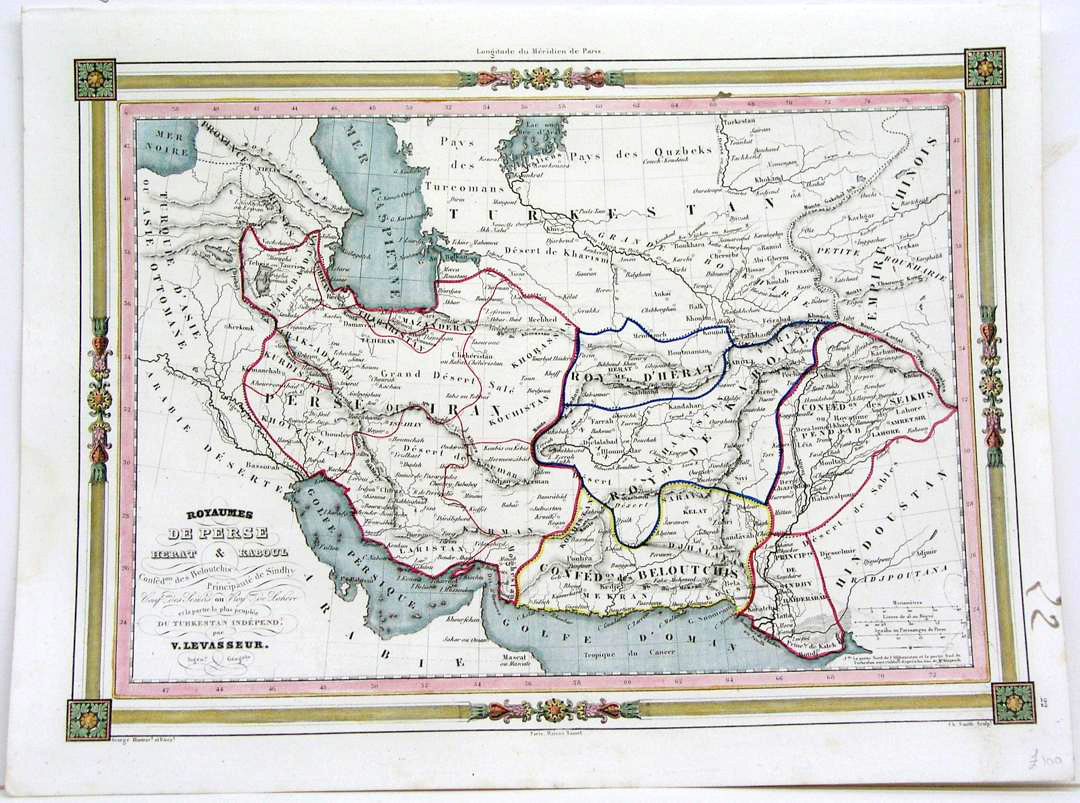
V. Levasseur - Paris- 1838
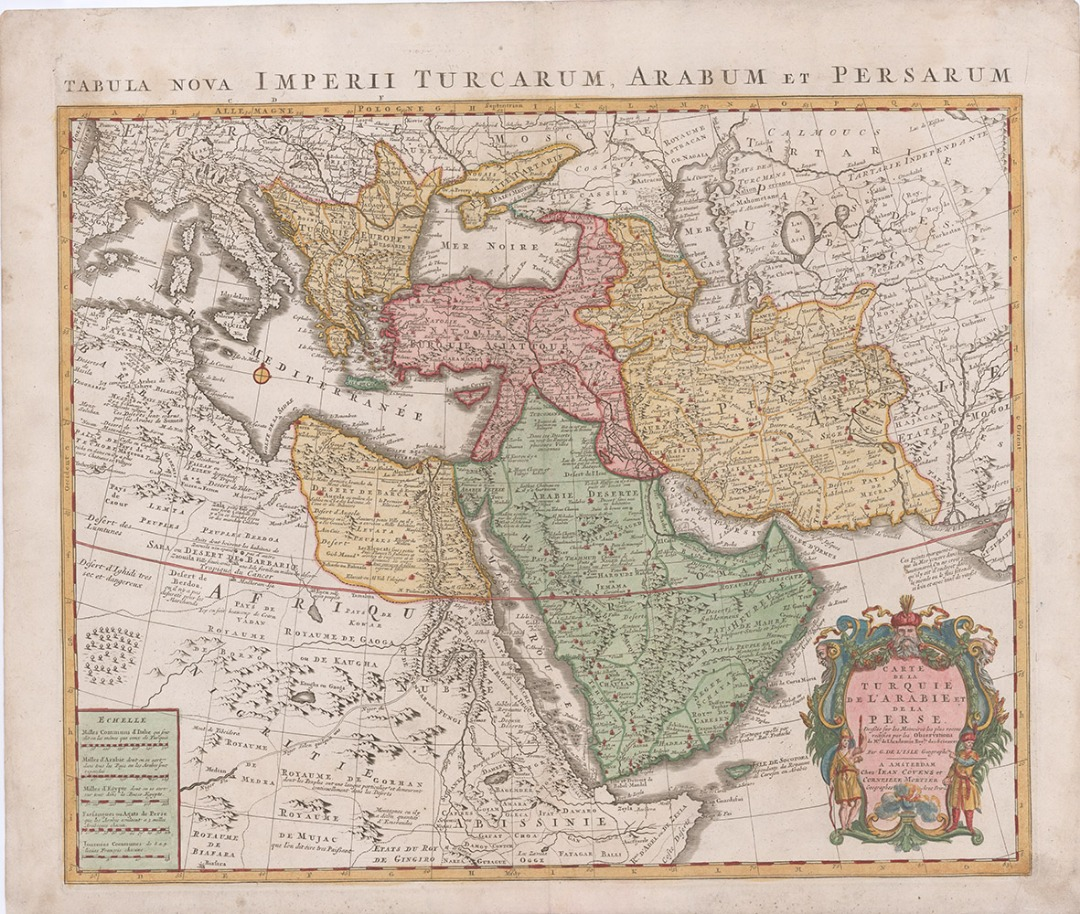
ペルシャ湾 1720 年の地図
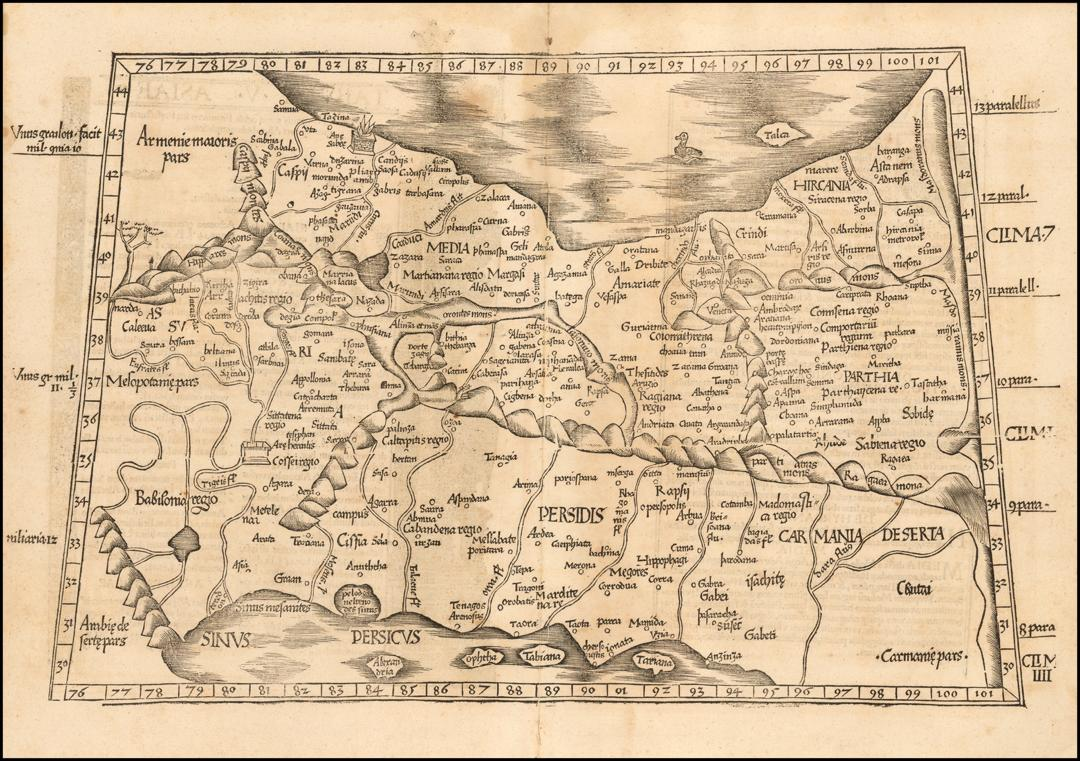
Strasbourg  1525ペルシャ湾  1525年の地図
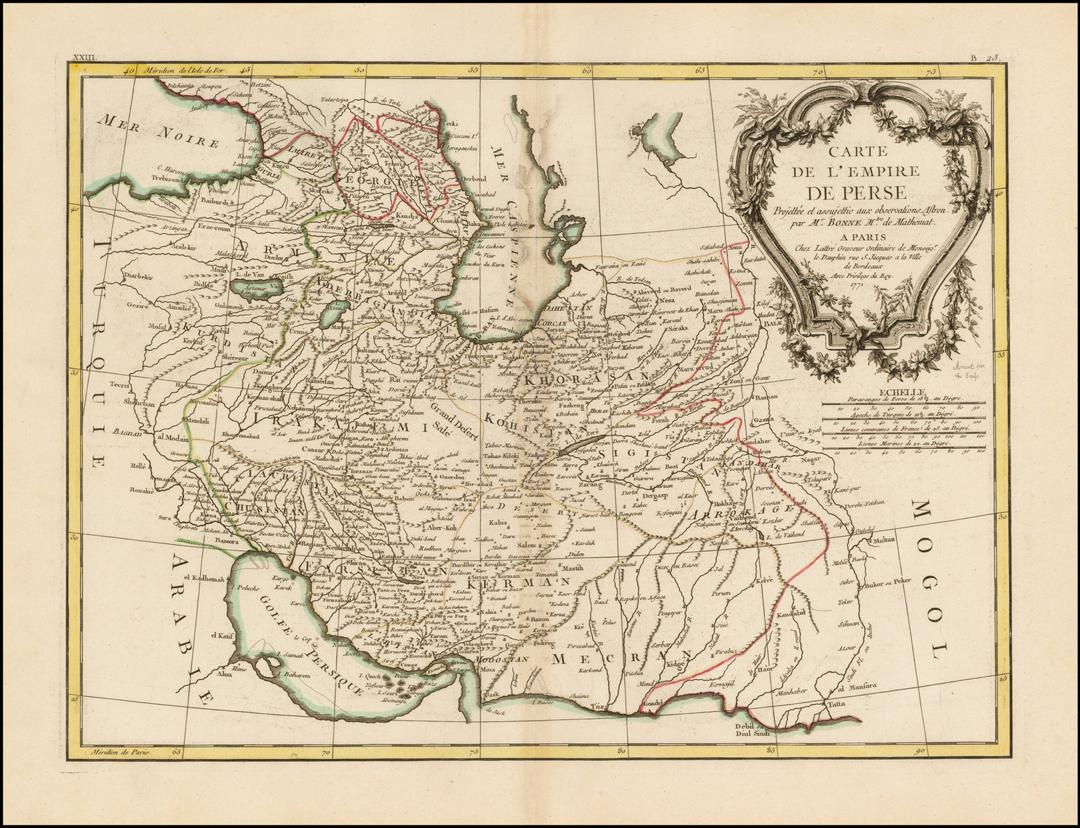
Rigobert Bonne- 1771 Paris
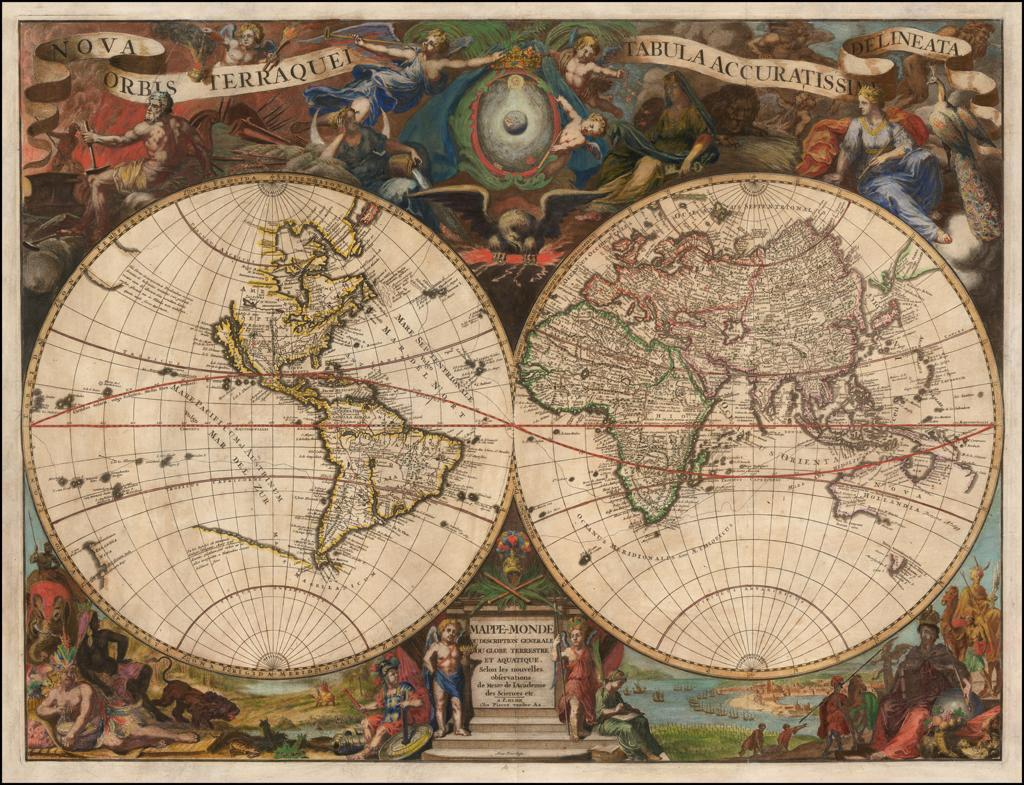
-ペルシャ湾  1713年の地図
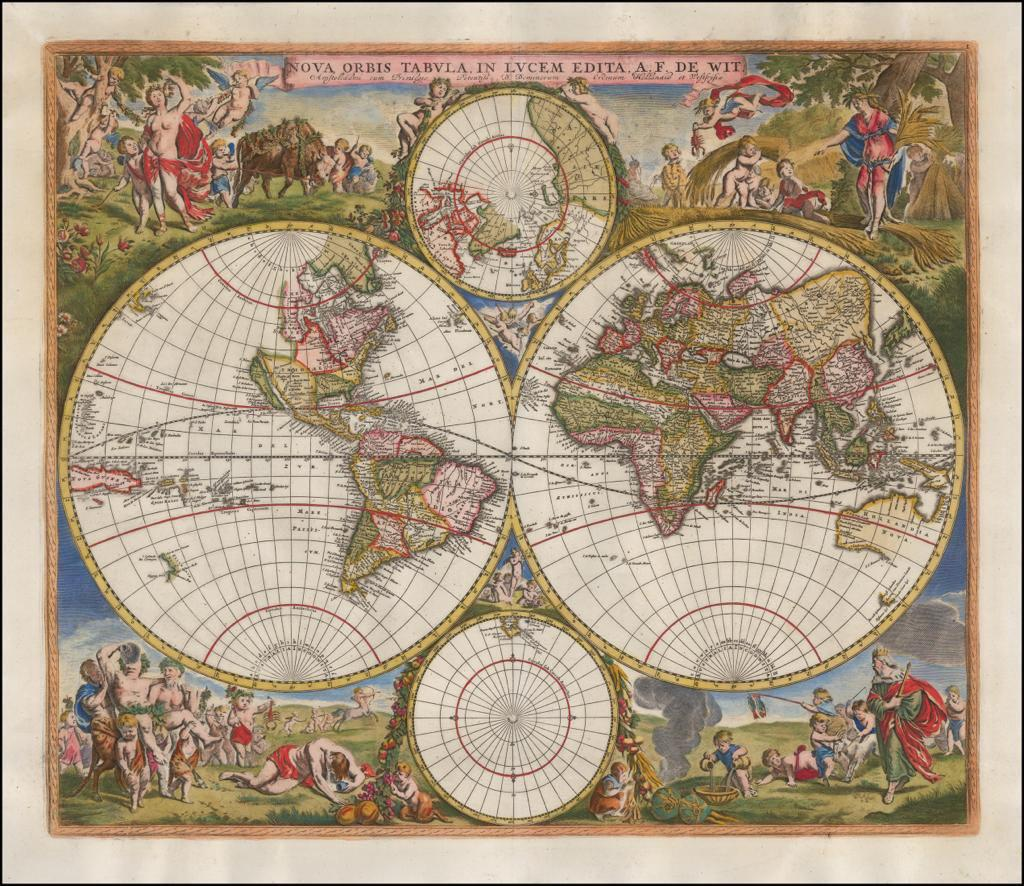
Amsterdam-1680 caペルシャ湾  1680年の地図
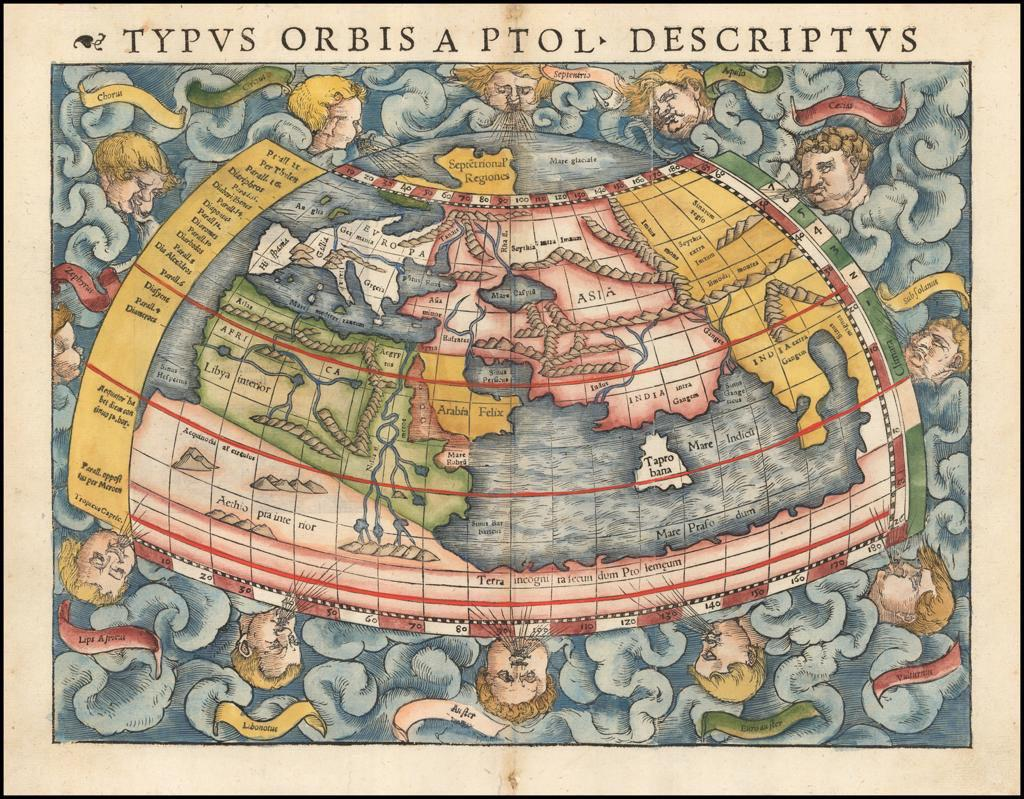
ペルシャ湾  1542年の地図
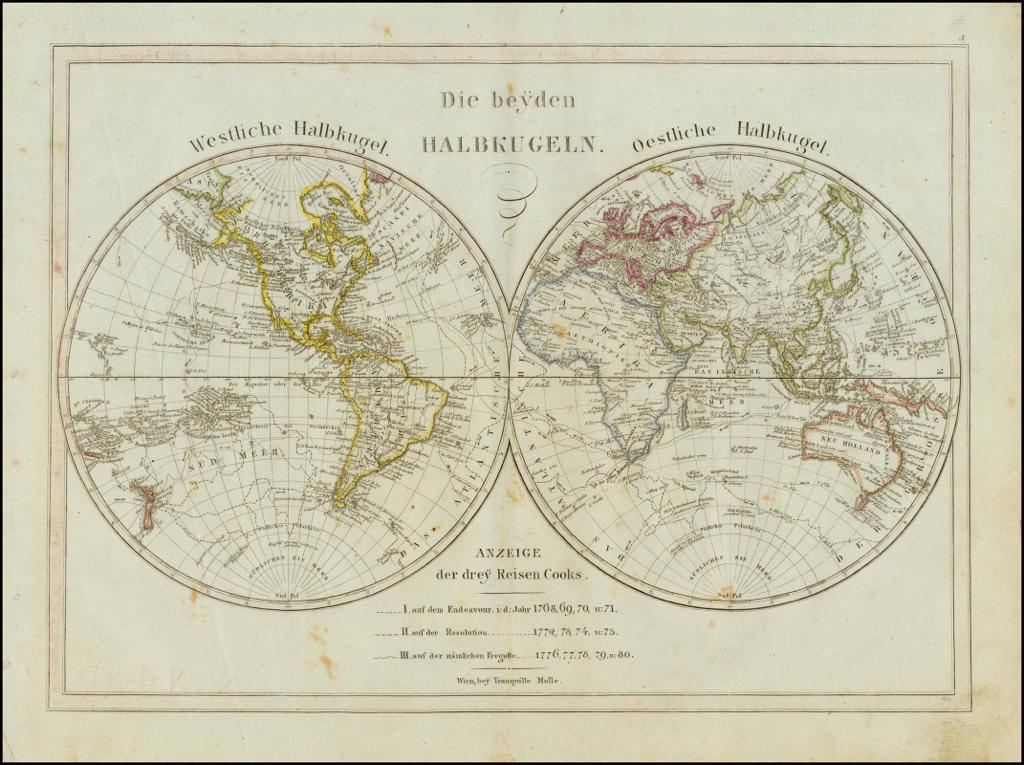
Die beyden Halbkugeln-Vienna-1790
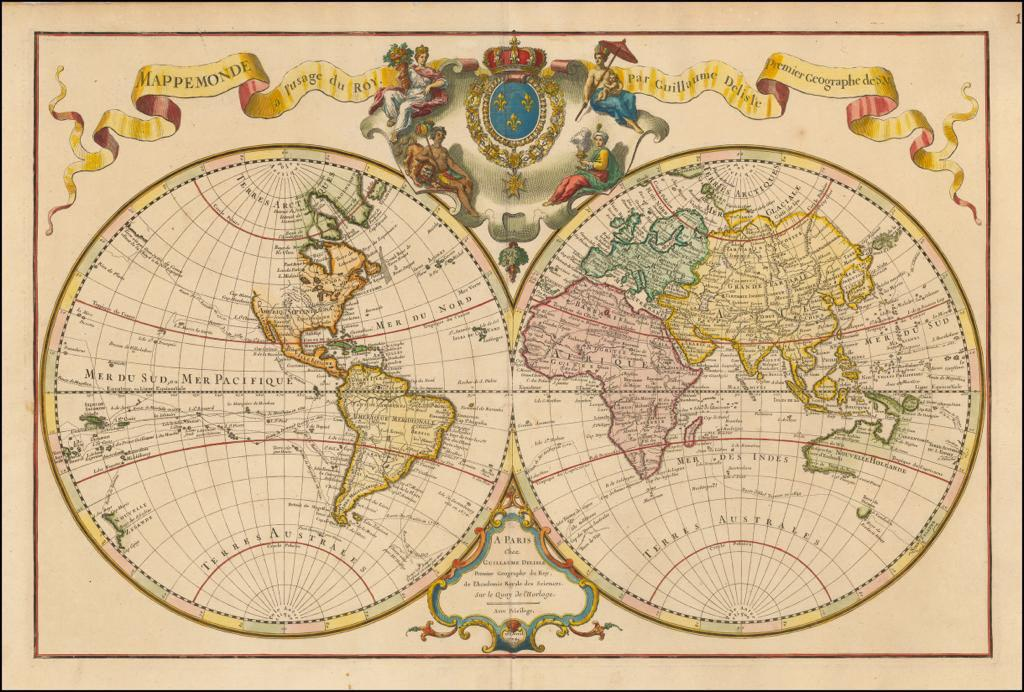
1720 (Shows De Gama Land)ペルシャ湾  1720年の地図
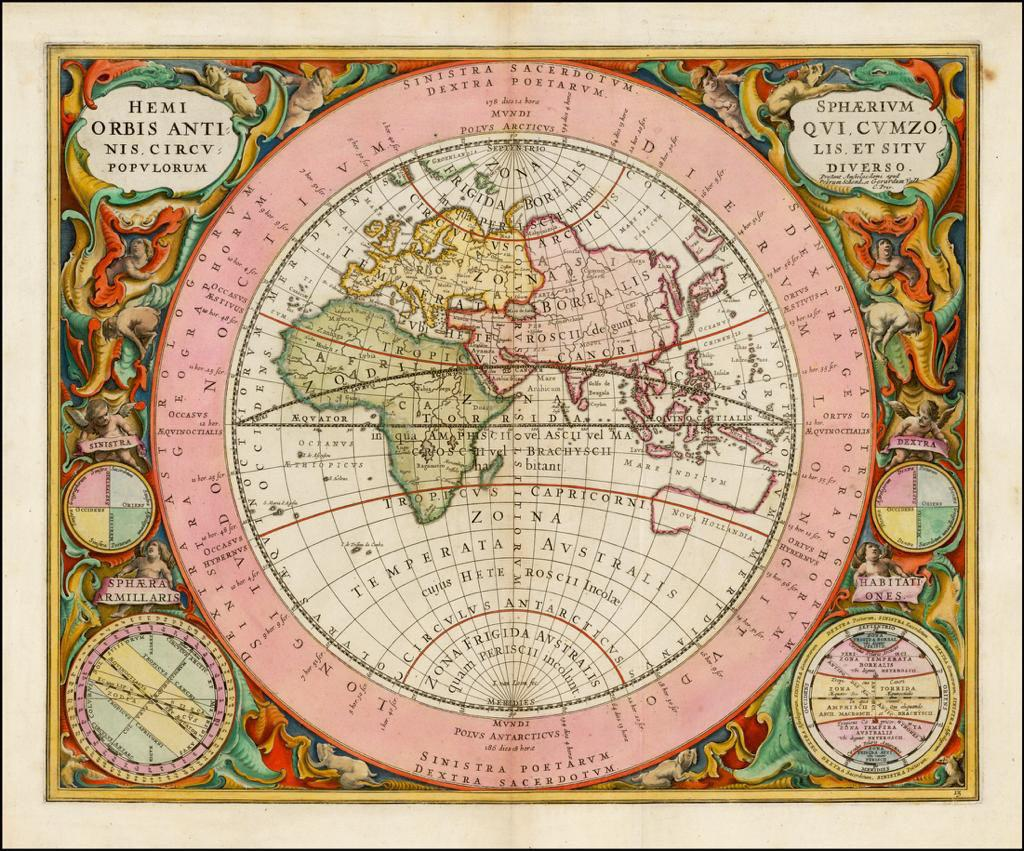
Hemisphaerium Orbis Antiqui Cumzonis Circulis et Situ Populorum Diverso-Amsterdam- 1660 (1708)
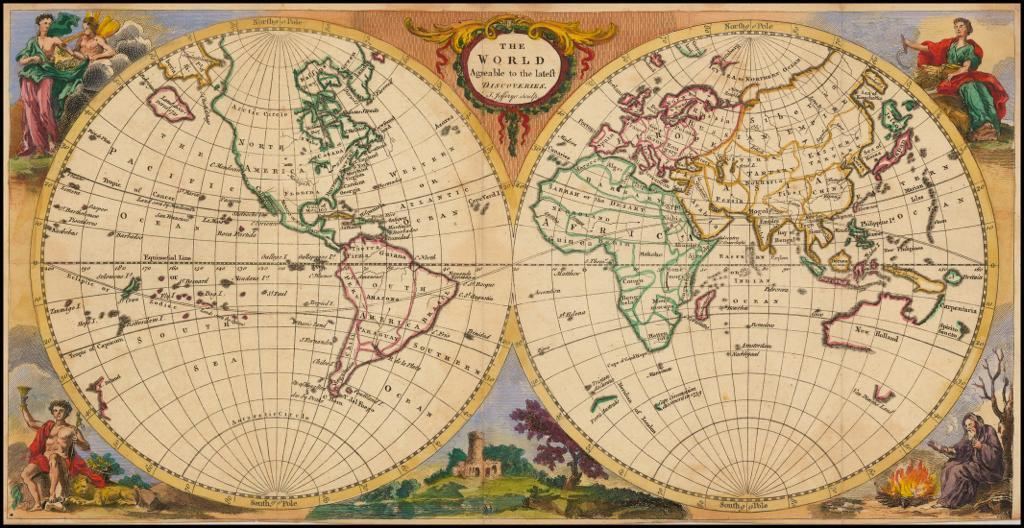
ペルシャ湾  1754年の地図
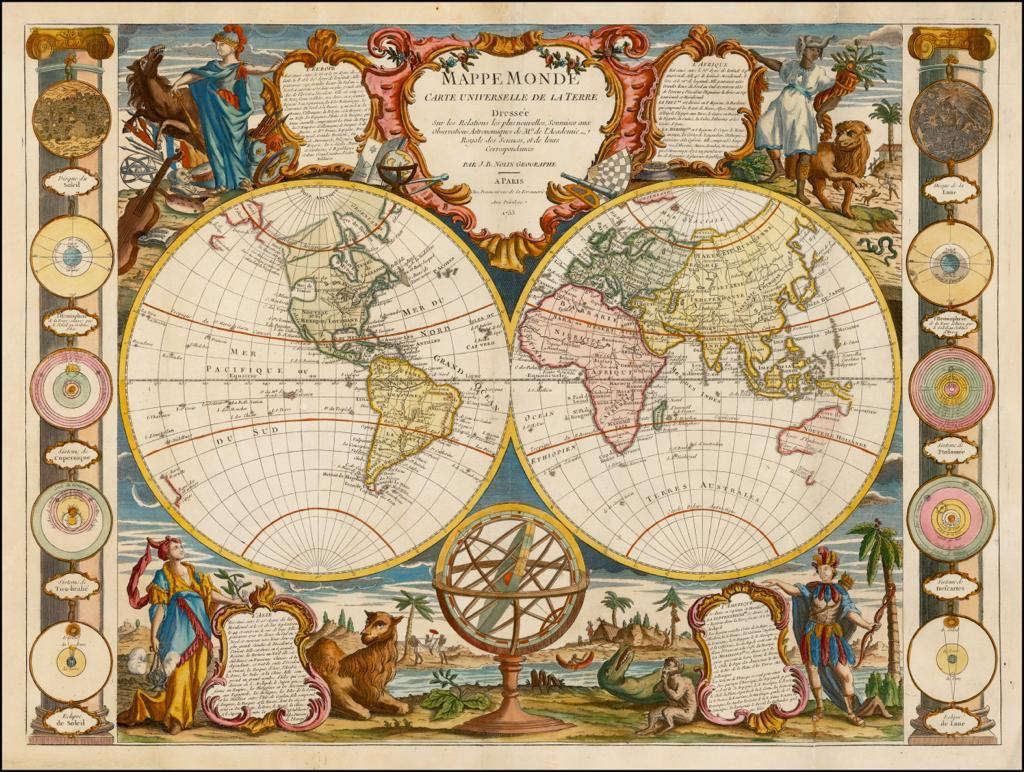
ペルシャ湾 1755年の地図
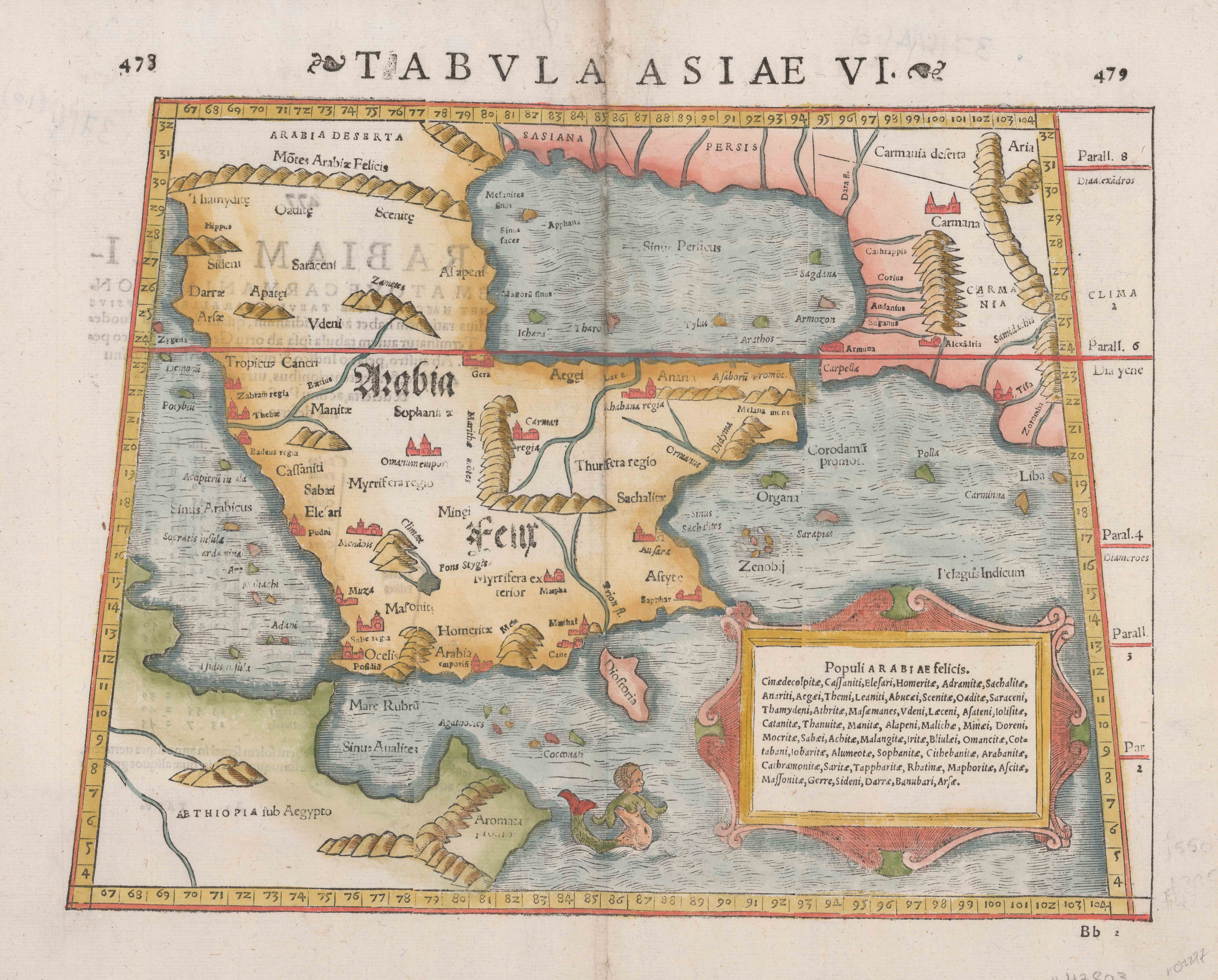
ペルシャ湾の地図 2700 English MIles
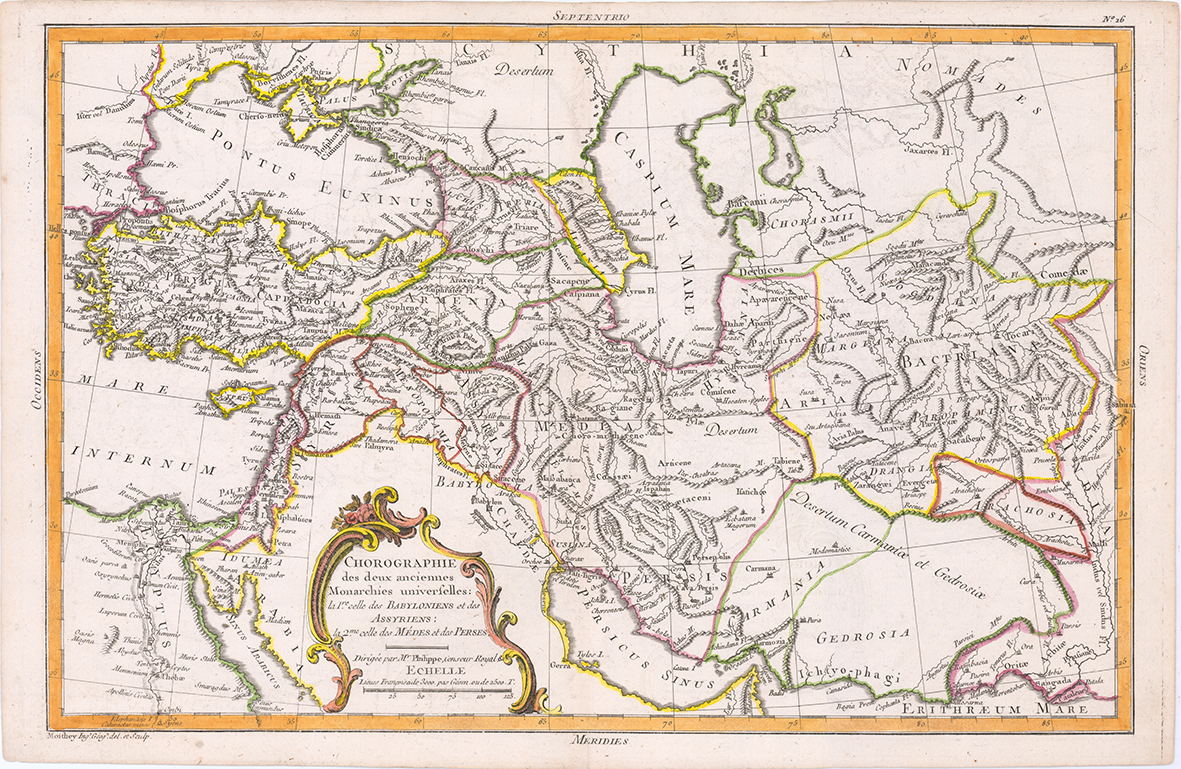
ペルシャ湾 1787年の地図
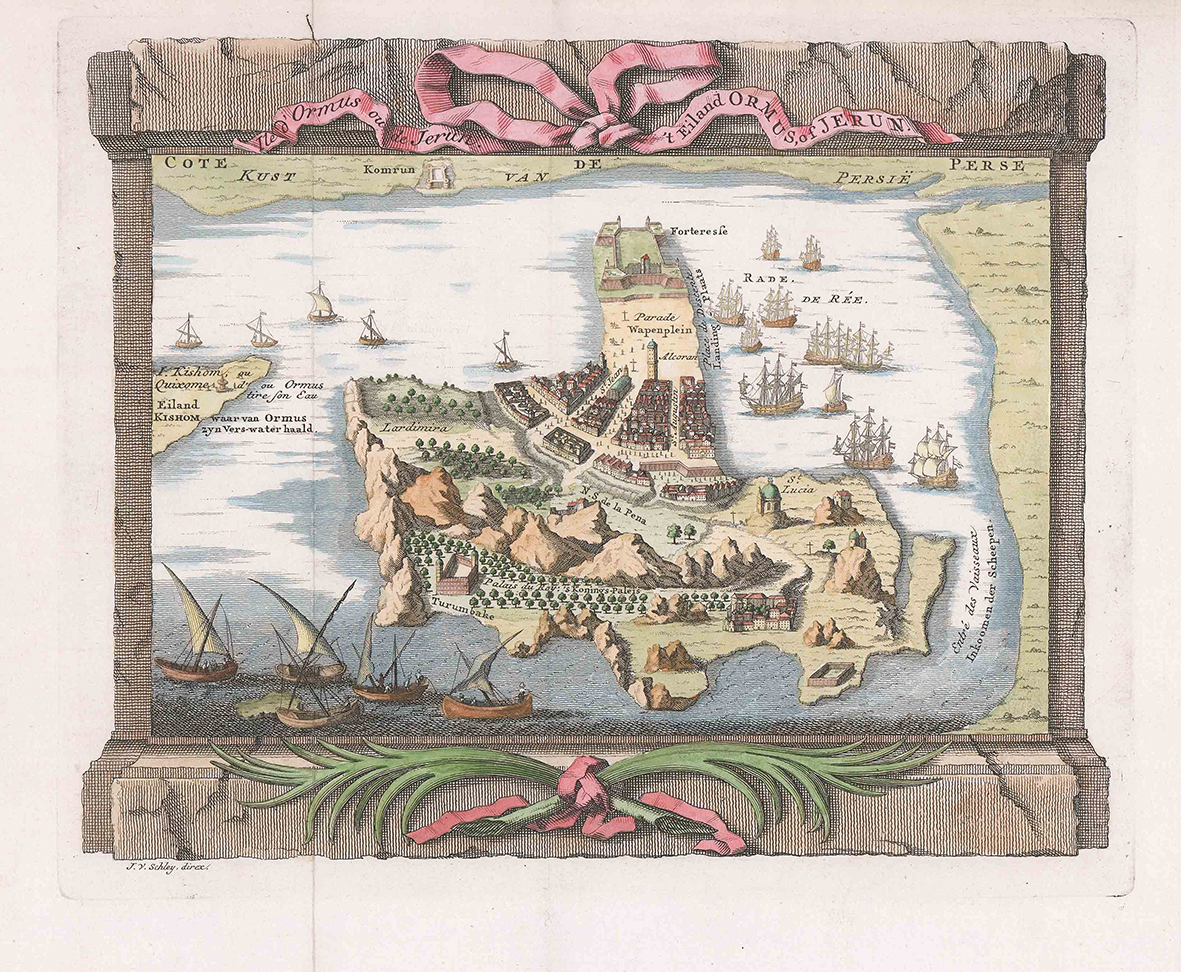
ペルシャ湾  1756年の地図
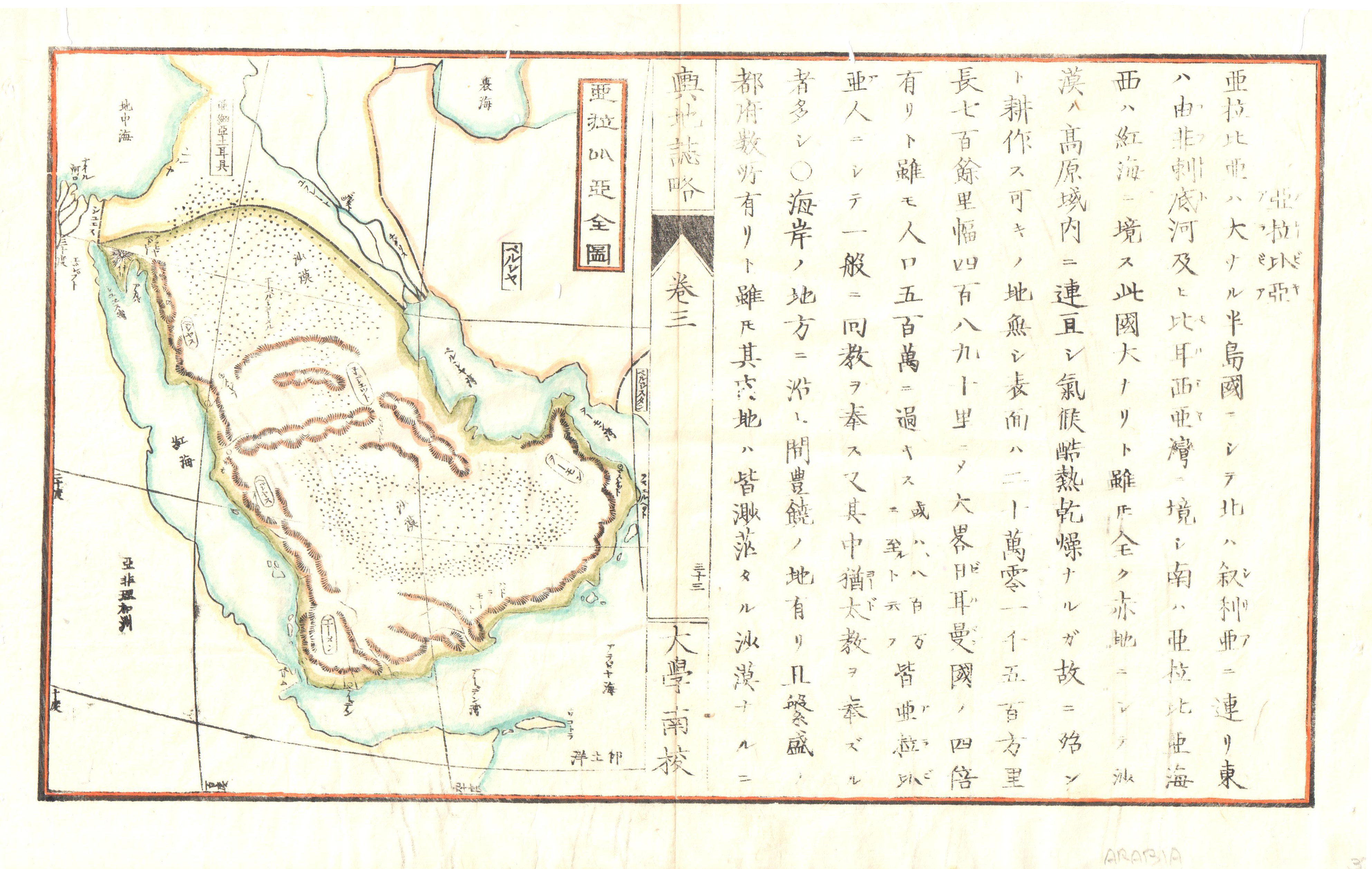
Japanese Map of Saudi Arabia-1874-Published by Naitoペルシャ湾  1874年の地図
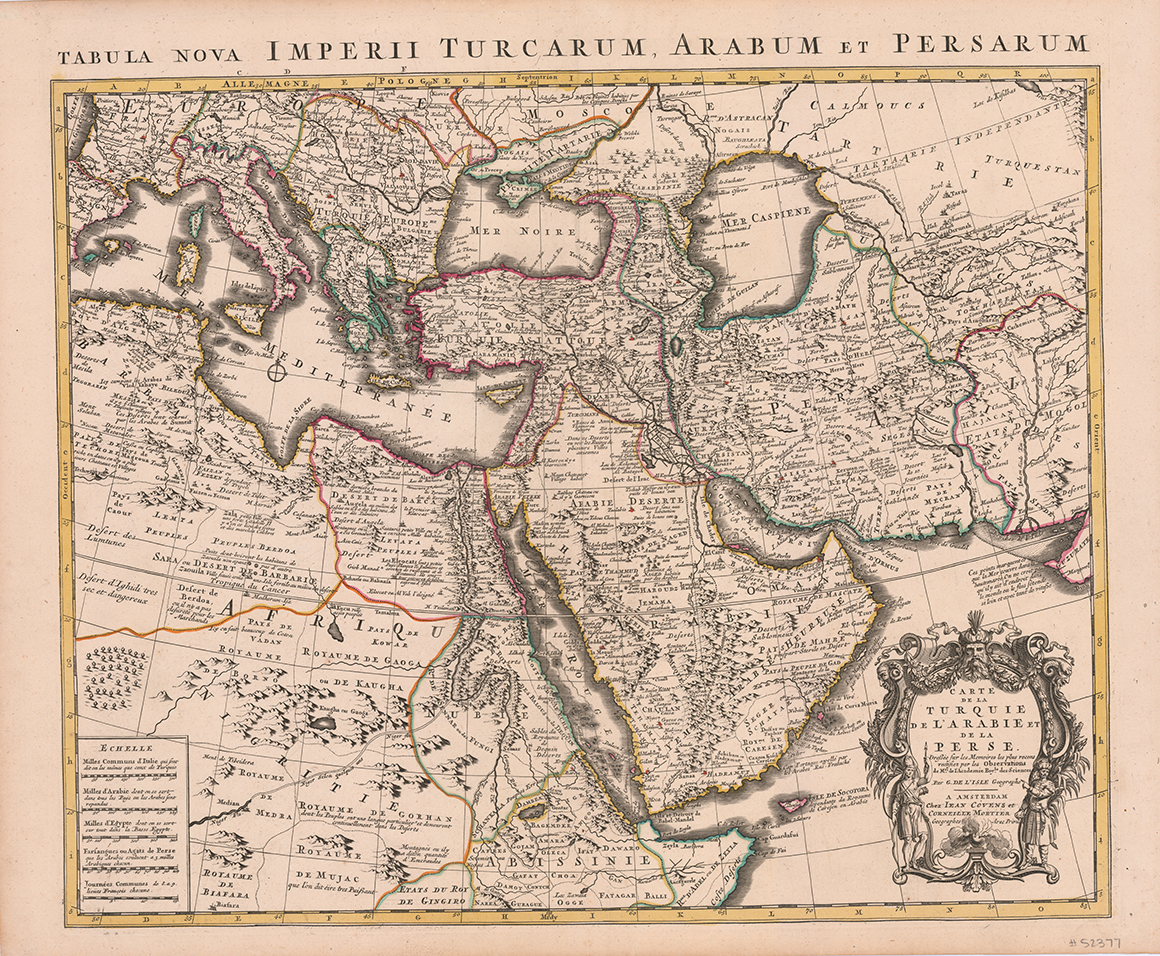
ペルシャ湾 1720年の地図Amsterdam-1720